# Алькатрас (тюрьма)
Алькатра́с (англ. Alcatraz Federal Penitentiary; также известна как Скала,англ. The Rock ) — бывшая федеральная тюрьма строгого режима, в 1,25 мили (2,01 км) от побережья Сан-Франциско (Калифорния, США), на месте форта. Главное здание тюрьмы было построено в 1910—1912 годах как военная тюрьма армии США. 12 октября 1933 года Министерство юстиции США приобрело Дисциплинарные казармы Тихоокеанского отделения на Алькатрасе, а в августе 1934 года остров стал тюрьмой Федерального бюро тюрем после модернизации зданий и повышения уровня безопасности. Учитывая такой высокий уровень безопасности, расположение острова в холодных водах и сильное течение залива Сан-Франциско, тюремные работники считали Алькатрас самой надёжной тюрьмой Америки, защищённой от побега.
Трёхэтажный корпус камеры включал четыре основных блока камер, от блока A до блока D, кабинет начальника тюрьмы, комнату для посещений, библиотеку и парикмахерскую. Размер тюремных камер обычно составлял 9 на 5 футов (2,7 на 1,5 м) и 7 футов (2,1 м) в высоту. Камеры были примитивными и лишёнными уединения, с кроватью, письменным столом, умывальником и туалетом у задней стены, а также с небольшой мебелью. Афроамериканцы были изолированы от других заключённых в камерах из-за расового насилия. Блок D содержал самых опасных заключённых, а шесть камер в его конце назывались «Дыра», туда отправляли заключённых за плохое поведение, зачастую используя жестокие методы наказания. Столовая и кухня прилегают к основному зданию. Заключённые и персонал ели три раза в день вместе. Больница Алькатраса располагалась над обеденным залом.
Тюремные коридоры были названы в честь главных улиц США, таких как Бродвей и Мичиган-авеню. Работа в тюрьме считалась привилегией и многие из лучших заключённых работали в течение дня в здании Model Industries Building и New Industries Building, занимаясь шитьём, работой по дереву, а также выполняли различное техническое обслуживание и стирку.
После закрытия Алькатрас стал общественным музеем и до последнего времени был одной из главных туристических достопримечательностей Сан-Франциско, ежегодно привлекавшей около 1,5 миллиона посетителей. Бывшая тюрьма находилась в ведении Службы национальных парков США, восстанавливалась и обслуживалась.
Президент США Дональд Трамп в мае 2025 года заявил, что вновь откроет тюрьму на острове Алькатрас для «самых опасных преступников».

## История

### Строительство

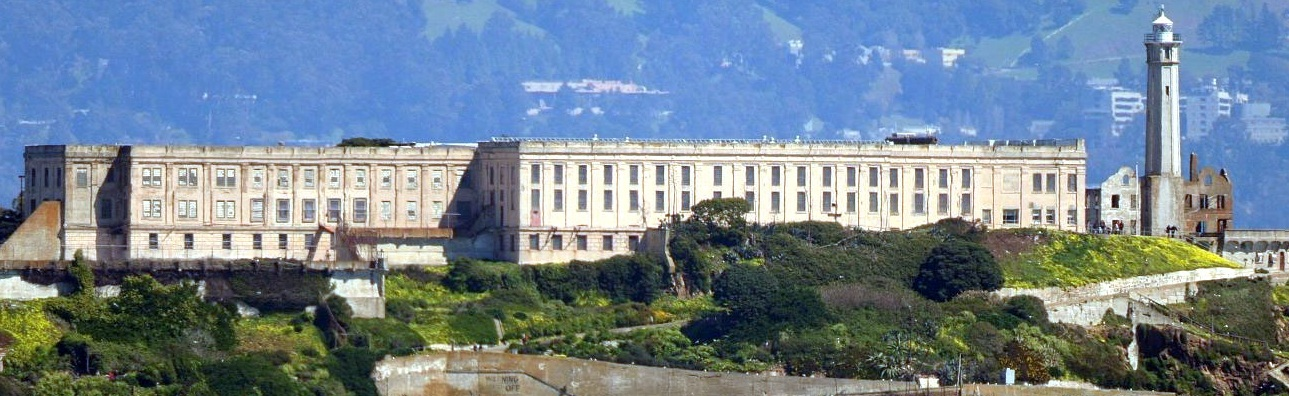
Тюрьма Алькатрас

Главный корпус был построен на базе некоторых частей цитадели форта Алькатрас, частично укреплённых казарм 1859 года, которые использовались в качестве тюрьмы. Новое здание тюрьмы было построено с 1910 по 1912 год с бюджетом в 250 000 долларов, и после завершения бетонное здание длиной 500 футов (150 м) было по общему мнению самым длинным бетонным зданием в мире в то время. Это здание было модернизировано в 1933 и 1934 годах и стало главной тюрьмой федерального пенитенциарного учреждения до её закрытия в 1963 году.
Когда была построена новая бетонная тюрьма, при её строительстве были повторно использованы многие материалы. Железные лестницы внутри и дверь подвала возле парикмахерской в конце блока А были сохранены от старой цитадели, а массивные гранитные блоки, первоначально использовавшиеся в качестве артиллерийских установок, были повторно использованы в качестве переборок и подпорных стен причала. Многие из старых ячеек использовались для усиления стен, что впоследствии вызвало структурные проблемы из-за того, что многие из них, расположенные рядом с краем, на протяжении многих лет подвергались эрозии из-за солёного воздуха и ветра.

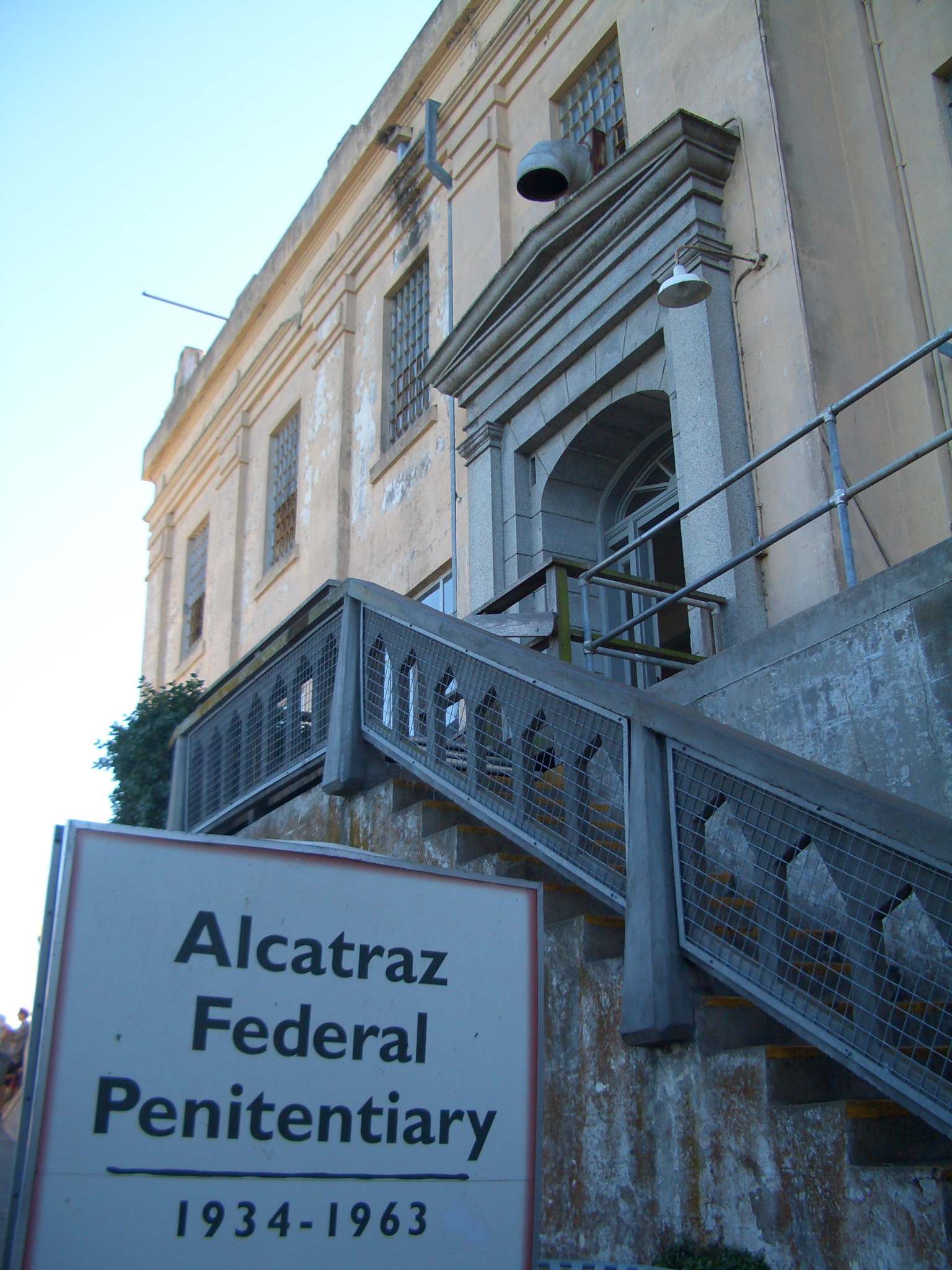
Вход

После того, как Армия США использовала остров более 80 лет, он был передан Федеральному бюро тюрем, которое надеялось, что тюрьма, из которой крайне трудно бежать, поможет сломить волну преступности 1920-х и 1930-х годов. Министерство юстиции США приобрело Дисциплинарные казармы на Алькатрасе 12 октября 1933 года, а в августе 1934 года оно стало учреждением Федерального бюро тюрем. С января 1934 года на его модернизацию и улучшение было потрачено 260 000 долларов. Джордж Хесс из Службы общественного здравоохранения США был назначен главным врачом, а Эдвард В. Твитчелл стал консультантом по психиатрии в Алькатрасе в январе 1934 года.
Больницу проверили три сотрудника Морского госпиталя Сан-Франциско. Персонал Бюро тюрем прибыл на Алькатрас в начале февраля, среди них был и. о. главного делопроизводителя Лоринг О. Миллс. В апреле 1934 года старые материалы были вывезены из тюрьмы, В бетоне были вырезаны отверстия и установлено 269 фасадов ячеек, построенных с использованием четырёх вагонов стали, заказанных у Stewart Iron Works.
Были построены две из четырёх новых лестниц, 12 дверей в хозяйственные коридоры и решётки наверху камер. 26 апреля на крыше произошёл небольшой случайный пожар, в котором электрик повредил ногу, уронив на неё крышку люка. Компания Anchor Post Fence добавила заборы вокруг Алькатраса, а Enterprise Electric Works аварийное освещение в морге и распределительных щитах.
В июне 1934 года корпорация Teletouch из Нью-Йорка начала установку «электромагнитной пушки или системы обнаружения металлов» в Алькатрасе. Детекторы были добавлены на пристани, на главном входе в тюремный корпус и на задних воротах. Надзиратели были проинструктированы о том, как пользоваться новыми запирающими устройствами в июле 1934 года, а Береговая охрана США и Департамент полиции Сан-Франциско испытали новое радиооборудование. Окончательные проверки и оценки были произведены в первые два дня августа.

### Ранняя история

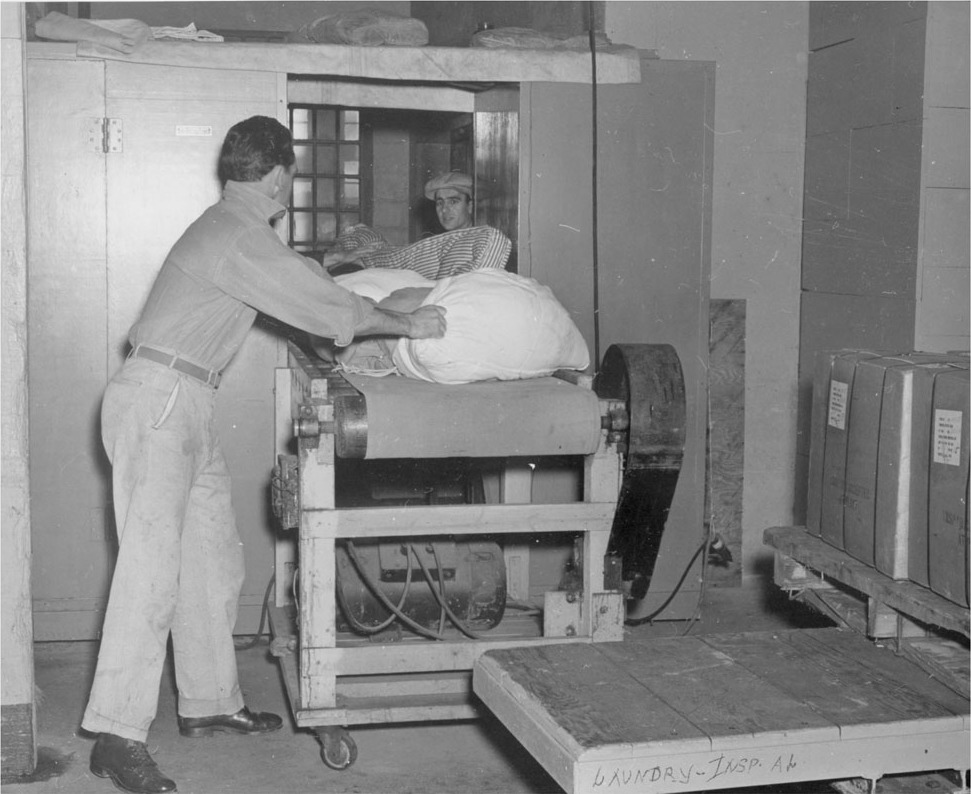
Прачечная Алькатраса

Алькатрас предназначался для заключённых, которые постоянно создавали проблемы в других федеральных тюрьмах. Это была бы «тюрьма последней инстанции», в которой содержались бы худшие из худших, кто не имел надежды на реабилитацию. 11 августа 1934 года первая партия из 137 заключённых прибыла из тюрьмы Ливенуорта, штат Канзас, по железной дороге в Санта-Венетию, штат Калифорния. Перед тем, как доставить их в Алькатрас, они были скованы наручниками в автобусах строгого режима и охранялись примерно 60-ю специальными агентами ФБР, маршалами США и сотрудниками службы безопасности железных дорог. Большинство заключённых были известными грабителями банков, фальшивомонетчиками или убийцами.
Среди первых сокамерников были также 14 мужчин с острова МакНил, штат Вашингтон. 22 августа 1934 года 43 заключённых прибыли из тюрьмы Атланты, штат Джорджия и 10 — из Северо-Восточной тюрьмы Льюисбурга, штат Пенсильвания. 1 сентября один заключённый прибыл из вашингтонской психбольницы и тюрьмы и семь — из исправительного учреждения федерального округа Колумбия, а 4 сентября ещё одна партия из 103 заключённых прибыла поездом из Ливенуорта. Заключённые продолжали прибывать, в основном из Ливенуорта и Атланты и к 30 июня 1935 года, первой годовщине тюрьмы, в ней насчитывалось 242 заключённых, хотя некоторые заключённые, такие как Веррилл Рапп, уже были переведены из Алькатраса несколькими месяцами ранее.
В первую годовщину Алькатраса Бюро тюрем написало: «Создание этого учреждения не только обеспечило безопасное место для содержания под стражей более сложных преступников, но и оказало хорошее влияние на дисциплину в других наших пенитенциарных учреждениях. Сообщений о каких-либо серьёзных нарушениях в течение года не поступало». Металлоискатели часто перегревались, и их приходилось выключать. После того, как корпорация Teletouch Corporation не смогла решить эту проблему, их контракт был расторгнут в 1937 году, и с них потребовали более 200 долларов за три новых детектора, поставленных Федеральными лабораториями.
10 января 1935 года сильный шторм вызвал оползень на Алькатрасе, в результате чего здание Model Industries Building сдвинулось. Это вызвало ряд изменений в строениях на острове. Вокруг здания Model Industries Building была построена каменная наброска, она была усилена, и в июне 1936 года к крыше была добавлена сторожевая башня. В том же месяце здание бараков было переоборудовано в 11 новых квартир и девять одноместных комнат для холостых сотрудников тюрьмы. К этому времени на Алькатрасе проживало 52 семьи, в том числе 126 женщин и детей. Проблемы с Model Industries Building и продолжающиеся проблемы с коммунальными услугами в некоторых старых зданиях и системах привели к обширным обновлениям в 1937 году, включая новые устойчивые к инструментам решётки на вентиляторах в крыше камер, два новых котла, установленные в здании электростанции, новый насос для очистки солёной воды и перила.
В 1939—40 годах была начата реконструкция стоимостью 1,1 миллиона долларов, включая строительство здания New Industries Building, капитальный ремонт здания электростанции с новым дизельным двигателем, строительство новой водонапорной башни для решения проблемы накопления воды, новые многоквартирные дома для офицеров, улучшение дока и преобразование блока D в изоляторы. Изменения были завершены в июле 1941 года. Мастерские New Industries Building стали высокопроизводительными, производя армейскую форму, грузовые сети и другие предметы, пользующиеся большим спросом во время Второй мировой войны. В июне 1945 года сообщалось, что федеральные пенитенциарные учреждения изготовили 60 000 сетей.

### Репутация

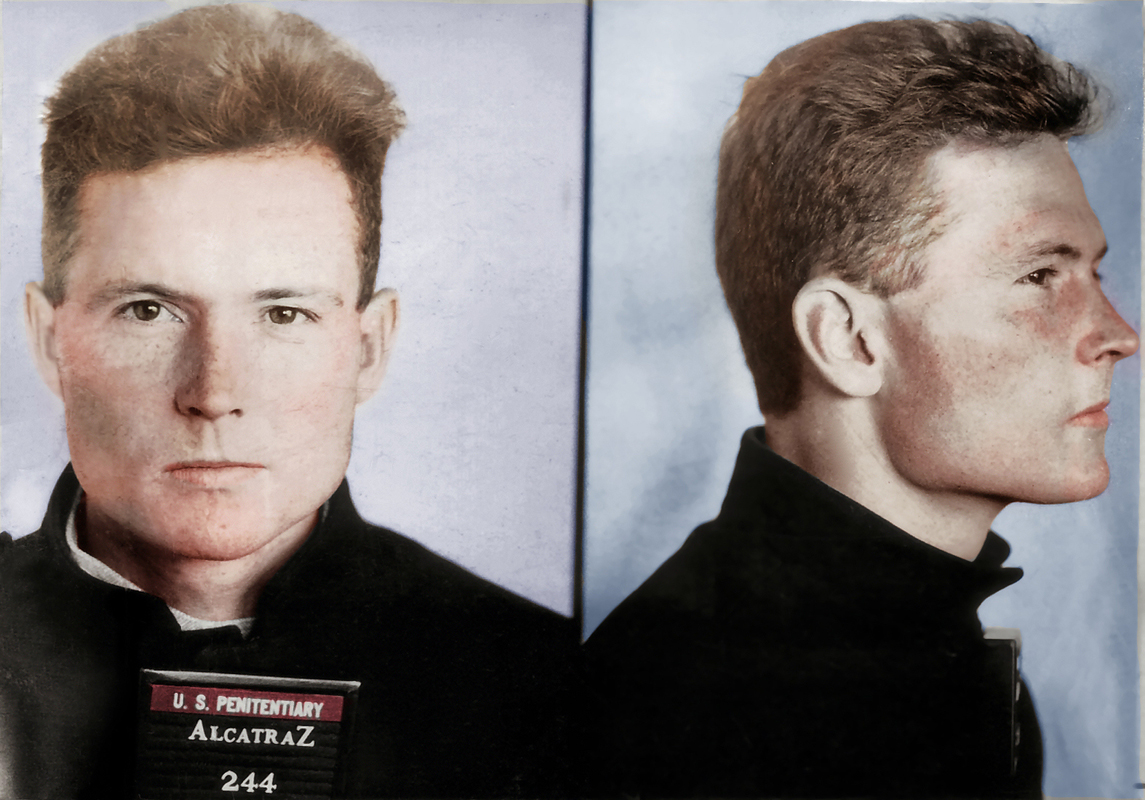
Генри Янг, которого судили за убийство сокамерника в 1941 году

Алькатрас получил известность с момента своего создания как самая суровая тюрьма в Америке, которую многие считают самой грозной тюрьмой в мире того времени. Бывшие заключённые сообщали о жестокости и бесчеловечных условиях, которые стали серьёзным испытанием для их рассудка. Эд Вутке был первым заключённым, покончившим жизнь самоубийством в Алькатрасе. Руф Пёрсфул отрубил себе пальцы после того, как схватил топор из пожарной машины, умоляя другого заключённого сделать то же самое с другой его рукой.
Один писатель описал Алькатрас как «огромный мусорный бак залива Сан-Франциско, в который каждая федеральная тюрьма сбрасывала самые гнилые яблоки». В 1939 году новый генеральный прокурор США Фрэнк Мёрфи обвинил тюрьму, заявив: «Всё учреждение способствует развитию психологии, которая вызывает у заключённых зловещие амбициозные настроения».
Репутации тюрьмы не способствовало прибытие большего количества самых опасных преступников Америки, в том числе Роберта Страуда, известного как «Птицелов из Алькатраса», в 1942 году. Он попал в тюремную систему в 19 лет и никогда больше не покидал её, проведя 17 лет в Алькатрасе. Страуд убил охранника и из последующих 54 лет жизни 42 года провёл в одиночной камере. Несмотря на репутацию тюрьмы, многими бывшими заключёнными называемой «Хеллкатрас» (Hell в переводе с английского «ад»), некоторые заключённые сообщали, что условия жизни там были намного лучше, чем в большинстве других тюрем страны, особенно еда, и многие вызвались перевестись в Алькатрас.
3 декабря 1940 года Генри Янг убил сокамерника Руфуса МакКейна. Спустившись из мебельного магазина в ателье, где работал МакКейн, Янг ударил его ножом в шею. МакКейн умер пять часов спустя. Янг был отправлен в Алькатрас за убийство в 1933 году, а позже был вовлечён в попытку побега, во время которой был застрелен гангстер Док Баркер. В результате он провёл почти 22 месяца в одиночной камере, но в конце концов ему разрешили работать в мебельном магазине. Янг предстал перед судом в 1941 году, и его адвокаты утверждали, что их клиент не может быть привлечён к ответственности за убийство, поскольку он якобы подвергался «жестокому и необычному наказанию» тюремными охранниками до совершения преступления. Судебный процесс принёс Алькатрасу дальнейшую дурную репутацию. В конечном итоге Янг был признан виновным в непредумышленном убийстве, а его тюремный срок был продлён всего на несколько лет.

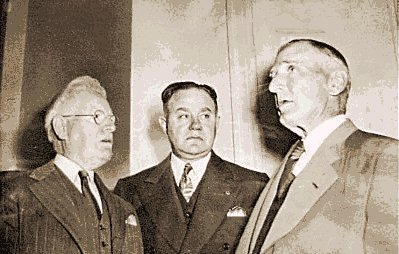
Слева направо: начальник тюрьмы Джеймс А. Джонстон, младший надзиратель И-Джей Миллер, окружной прокурор Фрэнк Дж. Хеннесси

### Закрытие
К 1950-м годам условия в Алькатрасе улучшились, и заключённым постепенно предоставлялись дополнительные привилегии, такие как игра на музыкальных инструментах, просмотр фильмов по выходным, рисование и использование радио. Строгий кодекс молчания стал более мягким, и заключённым разрешили разговаривать тихо. Тем не менее, это была самая дорогая тюрьма в Соединенных Штатах, и многие до сих пор считали её самой экстремальной в стране. В своём годовом отчёте за 1952 год директор Бюро тюрем Джеймс В. Беннет призвал к созданию более централизованного учреждения, которое заменит Алькатрас.
В отчёте за 1959 год указывалось, что содержание этого учреждения было более чем в три раза дороже, чем средняя американская тюрьма. 10 долларов на одного заключённого в день по сравнению с 3 долларами в большинстве других тюрем. Проблема усугубилась из-за разрушения конструкций зданий из-за воздействия соляного тумана, на ремонт которых потребовалось 5 миллионов долларов. Капитальный ремонт начался в 1958 году, но к 1961 инженеры сочли тюрьму безнадёжным делом. Генеральный прокурор Роберт Ф. Кеннеди представил планы нового учреждения строгого режима в Мэрионе, штат Иллинойс.
Побег из Алькатраса в июне 1962 года привёл к крупному расследованию. В сочетании с серьёзными структурными проблемами и дорогостоящей эксплуатацией это привело к закрытию тюрьмы 21 марта 1963 года. В заключительном отчёте Бюро тюрем об Алькатрасе говорится: «Это учреждение послужило важной цели, сняв напряжение со старых и сильно переполненных учреждений в Атланте, Ливенуорте и на острове МакНил, поскольку оно позволило нам переехать в меньшее, строго охраняемое учреждение для содержания под стражей королей побегов, крупных рэкетиров, заядлых мошенников и тех, кто нуждался в защите от других группировок».
Сегодня Алькатрас, являющийся музеем и одной из главных туристических достопримечательностей Сан-Франциско, привлекает около 1,5 миллиона посетителей ежегодно. Посетители прибывают на лодке и проходят экскурсию по камерам и острову, а также слайд-шоу и аудио-рассказ с анекдотами от бывших заключённых, охранников и рейнджеров Алькатраса. Атмосфера бывшего пенитенциарного учреждения до сих пор считается «жуткой», «призрачной» и «пугающей». Находясь под защитой Службы национальных парков и Национального реестра исторических мест, повреждённые солью здания бывшей тюрьмы сейчас восстанавливаются и обслуживаются.

### Восстановление
4 мая 2025 года президент США Дональд Трамп заявил, что он указал федеральному бюро тюрем совместно с министерством юстиции, ФБР и министерством внутренней безопасности восстановить и вновь открыть тюрьму Алькатрас для размещения там самых безжалостных и жестоких преступников Америки.
Это заявление вызвало широкий резонанс и подверглось критике. Против решения высказалась бывший спикер палаты представителей Нэнси Пелоси, назвав его «несерьёзным», а также историк исправительного учреждения Джон Мартини, который заявил, что перестроить существующее здание в действующую тюрьму не представляется возможным из-за отсутствия канализации и лишь частичной электрификации нескольких помещений.

### Попытки побега
По словам сотрудников тюрьмы, когда осуждённый прибывал на причал Алькатраса, его первые мысли были о том, как сбежать. По заявлению исправительного учреждения, за 29 лет работы ни один заключённый не сбежал. В общей сложности 36 заключённых совершили 14 попыток побега, двое мужчин пытались бежать дважды. 23 человека были пойманы, шестеро были застрелены во время побега, двое утонули и пятеро числятся «пропавшими без вести и предположительно утонувшими».
Первая попытка побега была предпринята 27 апреля 1936 года Джозефом Бауэрсом, которому было поручено сжигать мусор на мусоросжигательной установке. Когда его заметили, он перелезал через сетчатый забор на краю острова. Когда он отказался спуститься, он был подстрелен сотрудником охраны, находящимся на сторожевой вышке Уэст-Роуд. Он был серьёзно ранен при падении с высоты более 50 футов (15 м) и в результате скончался.
Вторая попытка побега была совершена 16 декабря 1937 года Теодором Коулом и Ральфом Роу. Во время работы в одной из мастерских они разрезали плоские железные решётки окна и спустились в залив. День был ненастный, море было неспокойным. Тюремные власти сочли их мёртвыми, считая, что они утонули в заливе, а их тела выбросило в море.

#### Сражение за Алькатрас

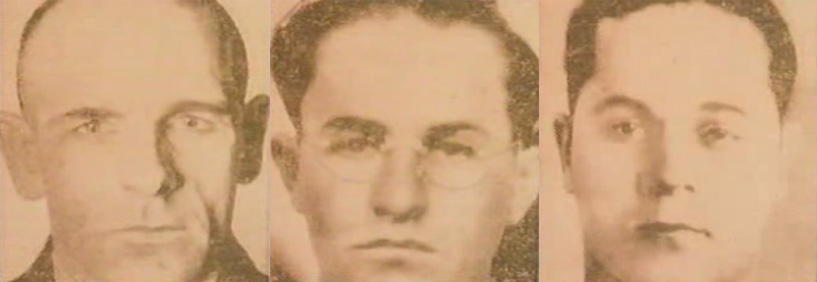
Бернард Кой, Марвин Хаббард и Джозеф Кретцер погибли в Сражении за Алькатрас

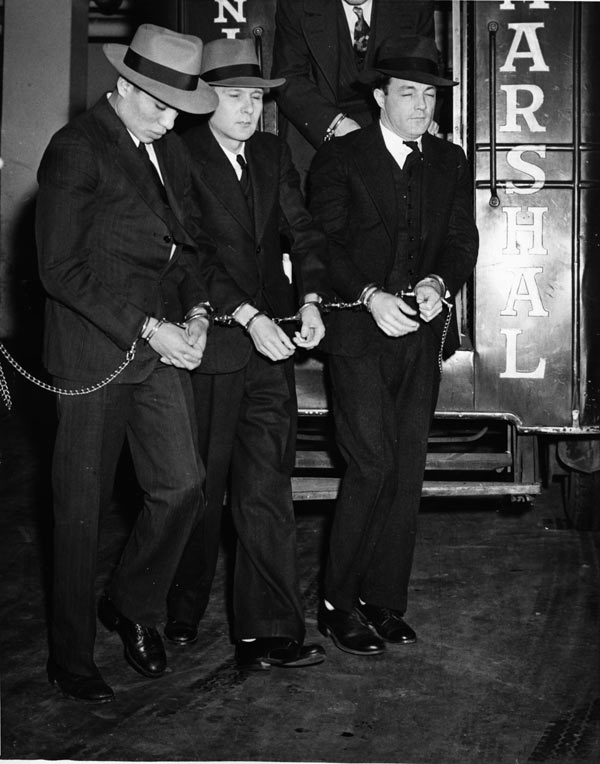
Карнес, Шокли и Томпсон по пути в суд по делу о Сражении за Алькатрас

Самая известная попытка побега произошла 2-4 мая 1946 года, когда неудавшийся побег шести заключённых привёл к «Сражению за Алькатрас», также известному как «Взрыв Алькатраса». Бернард Кой, Джозеф Кретцер, Сэм Шокли, Кларенс Карнес, Марвин Хаббард и Миран Томпсон взяли под контроль камеру, подавив охранников, и смогли проникнуть в оружейную, где затем потребовали ключи от двери во двор.
Ключ по счастливой случайности не положил на место один из захваченных охранников, Билл Миллер. Целью заключённых было сбежать на катере с пристани, но когда они не смогли открыть дверь во двор, они решили сражаться до конца. Они взяли в заложники Миллера и второго охранника. По подсказке Шокли и Томпсона Кретцер расстрелял заложников с очень близкого расстояния. Миллер скончался от полученных травм, в то время как второй охранник, Гарольд Стайтс, также был убит в камере. Хотя Шокли, Томпсон и Карнес вернулись в свои камеры, остальные трое, Кой, Кретцер и Хаббард, продолжали сражение.
Вмешавшиеся морские пехотинцы убили троих заключённых (Кретцер, Кой и Хаббард). В этом сражении, кроме убитых охранников и заключённых, были ранены ещё 17 охранников и один заключённый. Шокли, Томпсон и Карнес предстали перед судом за убийство сотрудников исправительного учреждения. Шокли и Томпсон были приговорены к смертной казни и были казнены в газовой камере в тюрьме Сан-Квентин в декабре 1948 года, а Карнес, которому было всего 19 лет, был приговорён ко второму пожизненному заключению.

#### Побег из Алькатрас
11 июня 1962 года Фрэнк Моррис, Джон Энглин и Кларенс Энглин попытались сбежать, тщательно спланировав побег. За их камерами в блоке B был неохраняемый коридор шириной 3 фута (0,91 м). Заключённые прорубили повреждённый солью бетон вокруг системы вентиляции, ведущей в этот коридор, используя такие инструменты, как металлическая ложка, припаянная серебром из десятицентовика, и электродрель, сделанная с помощью украденного двигателя пылесоса. Шум был замаскирован аккордеонами, игравшими во время музыкального часа, а лаз был скрыт фальшивыми стенами, которые в тёмных нишах камер обманывали охранников.

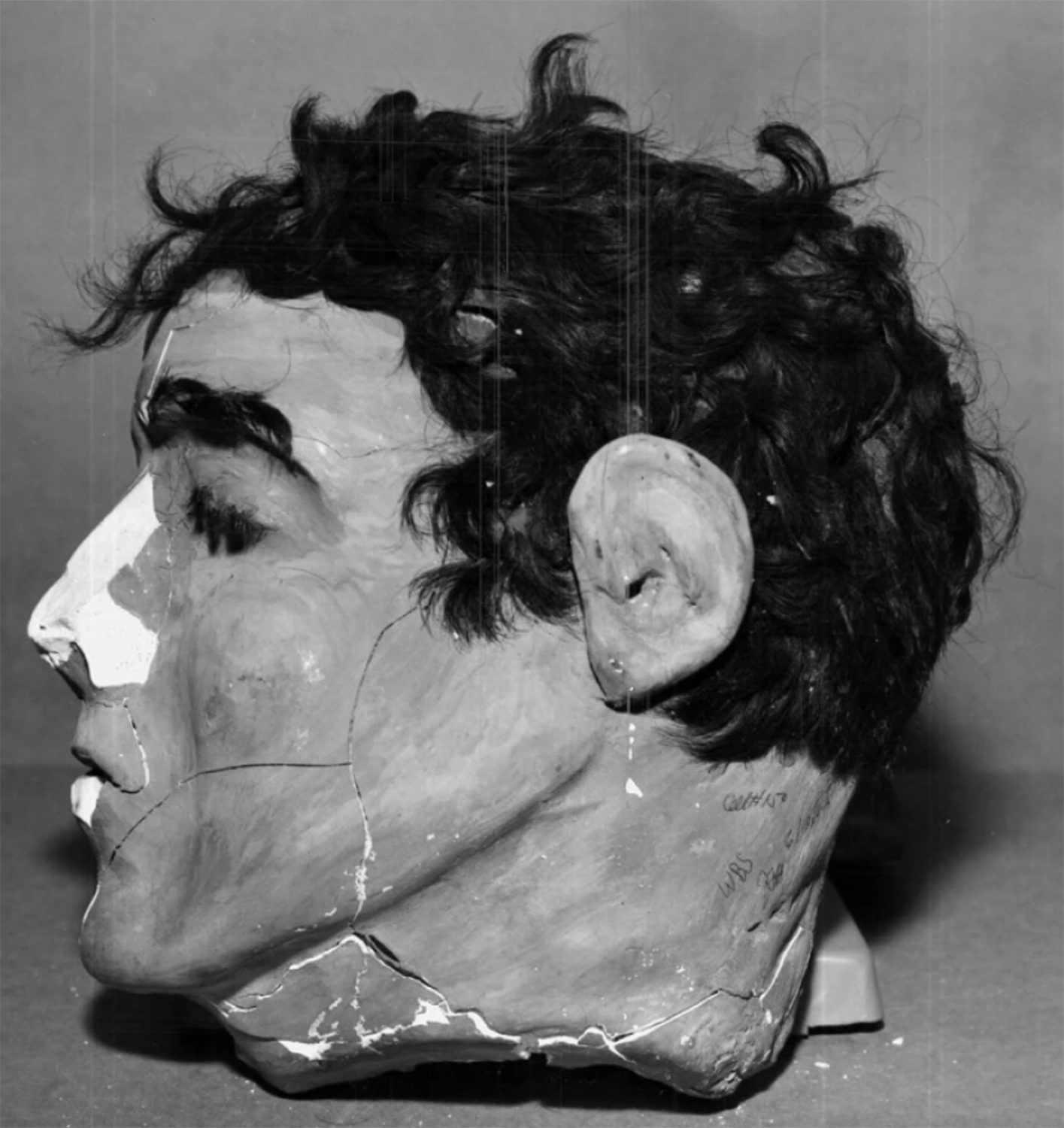
Модель головы, найденная в камере Фрэнка Морриса, вид сбоку

Путь к побегу вёл через вентиляционное отверстие, которое они расширили заточенными ложками из столовой. Заключённые удалили вентилятор и мотор, заменив их стальной решёткой. Украв карборундовый абразивный шнур из тюремной мастерской, заключённые сняли заклёпки с решётки. В свои кровати они поместили манекены из папье-маше, сделанные из человеческих волос, украденных из парикмахерской. В течение многих недель беглецы также сделали надувной плот из более чем 50 украденных прорезиненных плащей, который они хранили наверху тюремного блока, скрытого от охранников простынями, которые накинули на борта. Они сбежали через вентиляционное отверстие в крыше и покинули Алькатрас.
Расследованию ФБР помогал другой заключённый, Аллен Уэст, который был частью группы беглецов, но не смог вовремя выбраться из камеры. В последующие годы сотрудники ФБР и местных правоохранительных органов использовали сотни версий и теорий, но никаких убедительных доказательств в пользу успеха или неудачи этой попытки так и не появилось. В конце концов, в декабре 1979 года расследование ФБР было закрыто. В официальном отчёте о побеге сделан вывод о том, что заключённые утонули в холодных водах залива при попытке добраться до материка, и маловероятно, что они добрались до берега, находящегося в 1,25 мили (2,01 км), из-за сильных океанских течений и низких температур морской воды от 50 до 55 °F (10-13 °C).
Дело Службы маршалов США остаётся открытым и активным, а Моррис и братья Энглин до сих пор в розыске. Косвенные улики, обнаруженные в начале 2010-х годов предполагают, что, по-видимому, беглецы выжили, и что вопреки официальному отчёту ФБР о том, что плот так и не был найден и не сообщалось об угонах автомобилей, на соседнем острове Энджел был обнаружен плот, а также угнан в ночь побега тремя мужчинами, которые могли быть Моррисом и Энглинами, синий Chevrolet 1955 года и, что официальные лица тогда участвовали в сокрытии. В середине 2010-х родственники братьев Энглин представили дополнительные косвенные доказательства в поддержку давних слухов о том, что братья бежали в Бразилию. Аналитик по распознаванию лиц пришёл к выводу, что единственное вещественное доказательство, фотография 1975 года двух мужчин, похожих на Джона и Кларенса Энглинов, действительно подтверждает этот вывод.

## Администрация

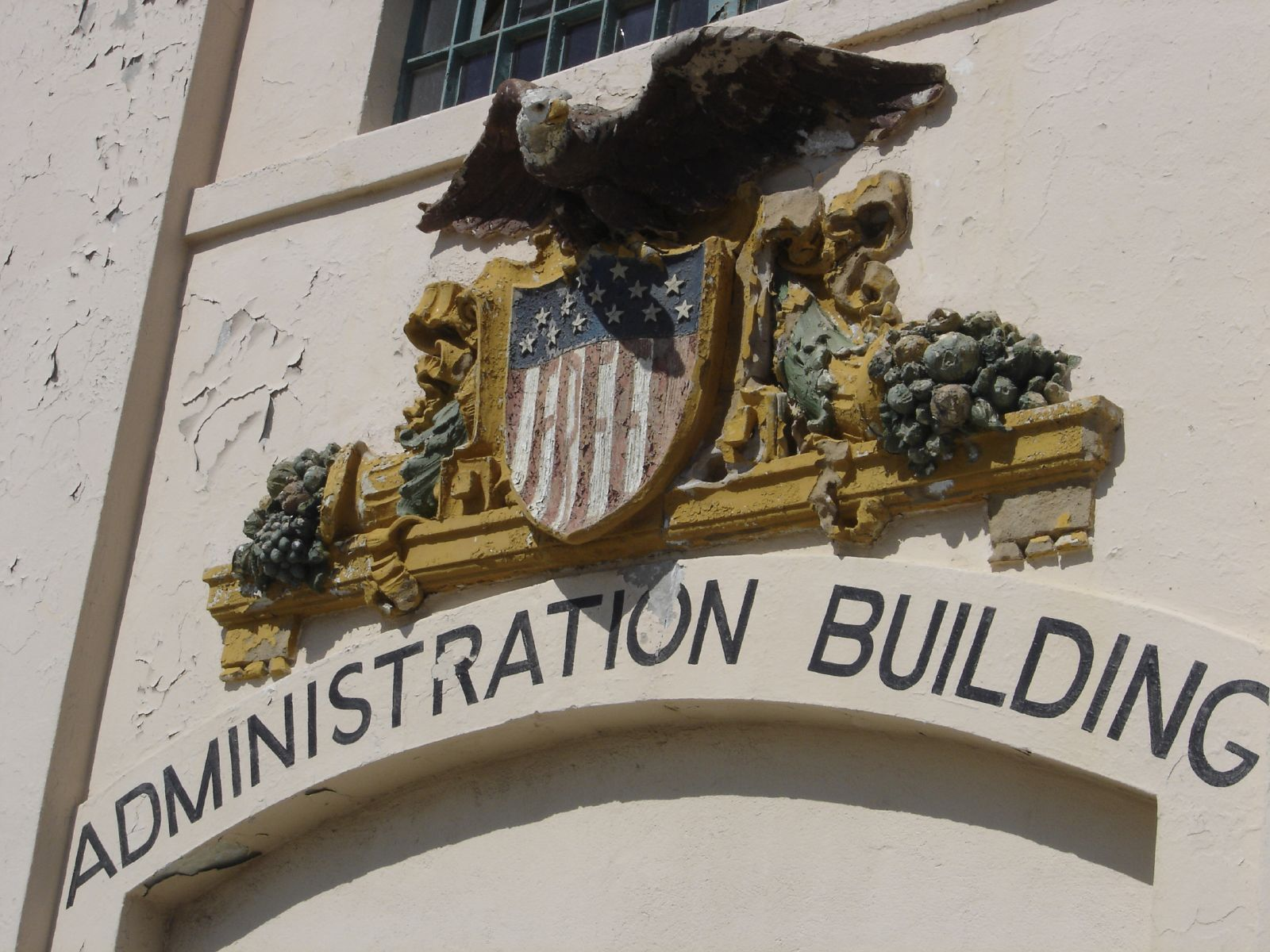
Администрация Алькатраса

Первоначально в тюрьме насчитывалось 155 сотрудников, включая начальника Джеймса А. Джонстона и его заместителя Сесила Дж. Шаттлуорта, которых называли «железными людьми». Никто из сотрудников не прошёл подготовку по реабилитации, но был хорошо обучен вопросам безопасности. Заработная плата охранников и персонала была разной. Новому охраннику, прибывшему в декабре 1948 года, предлагали 3024,96 доллара в год, но при этом предусматривалось 6 % вычетов пенсионных налогов в год (в сумме 181,50 доллара). Охранники обычно работали 40 часов в неделю при пяти сменах по 8 часов.
Охранникам, работавшим с 18:00 до 6:00, была дана 10%-ная прибавка, а охранникам, желающим работать сверхурочно, нужно было сообщить об этом и получить разрешение от начальника. Офицеры обычно должны были платить 25 центов за питание и 10 долларов за аренду квартиры на острове, включая услуги прачечной, хотя с больших семей взимали плату от 20 до 43 долларов в месяц за большие помещения и дополнительную плату за стирку. В 1960 году в буклете Федерального бюро тюрем информировалось, что среднее количество заключённых с 1935 по 1960 год составляло 263 человека, самый высокий зарегистрированный показатель был 302 в 1937 году, а самый низкий — 222 в 1947 году.

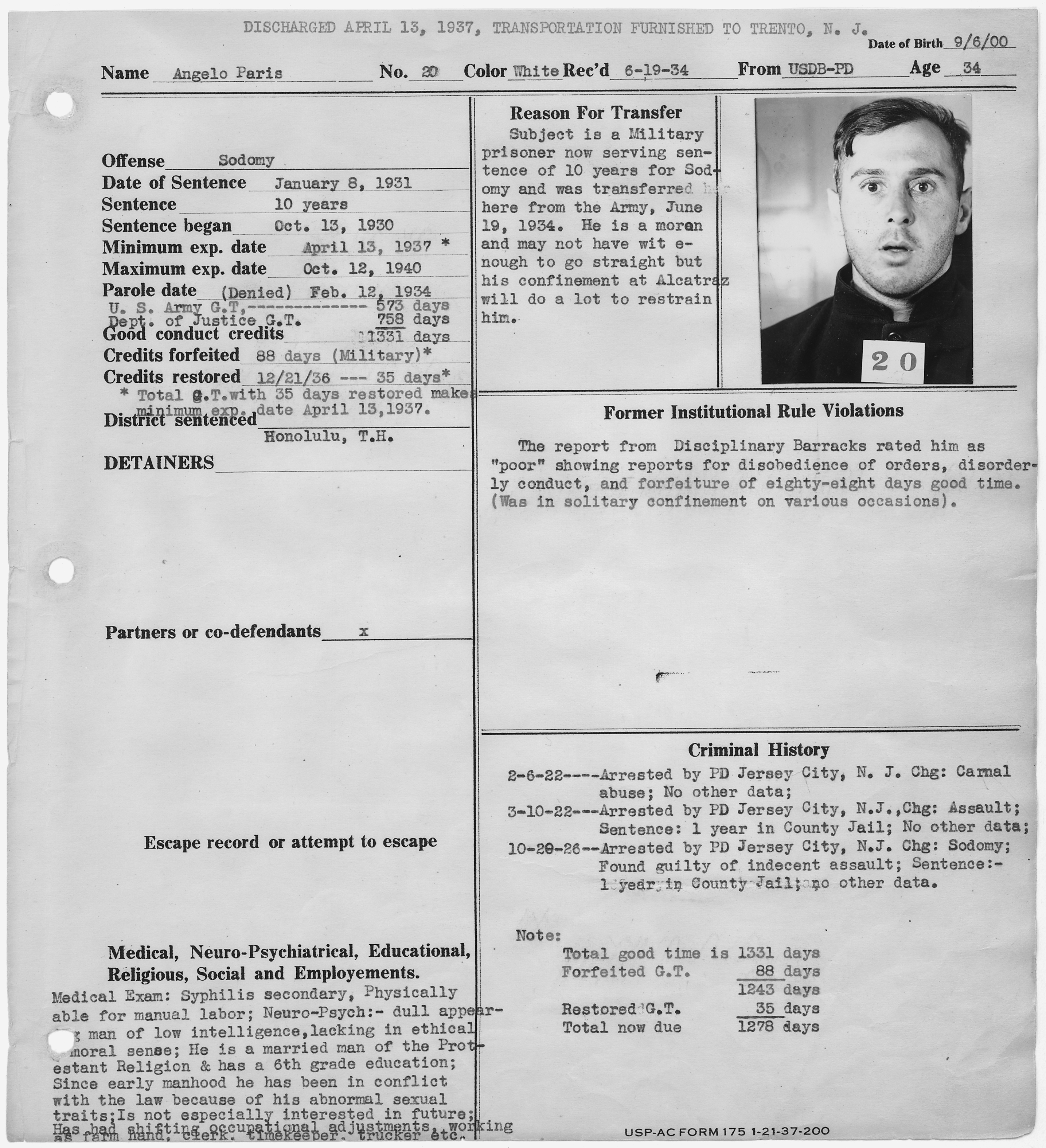
Дело заключённого из записной книжки надзирателя

Главный административный центр находился у входа в тюрьму, включая кабинет начальника тюрьмы. В его кабинете был письменный стол с радио- и телеграфным оборудованием, пишущая машинка и телефон. В административной части также были кабинеты заместителя начальника и секретаря, почтовый стол, стол капитана, бизнес-офис, кабинет клерка, бухгалтерия, диспетчерская, которая была дополнена современной техникой в 1961 году, офицерская гостиная, оружейная и хранилище, зона для посещений и туалеты. В подвале тюрьмы были подземелья и душевые. Главная лестница в подземелье пролегала по Аллее Восхода со стороны блока A, но в подземелья также можно было попасть по лестнице через люк в коридоре блока D. Все посещения Алькатраса требовали предварительного письменного разрешения начальника тюрьмы.
Первоначально больница в Алькатрасе была построена в качестве военной тюрьмы в конце XIX века. Когда он был федеральной тюрьмой, больница располагалась над обеденным залом на втором этаже. Персонал больницы — это сотрудники Службы общественного здравоохранения США, прикомандированные к Федеральной пенитенциарной службе в Алькатрасе. Врачи часто оставались в Алькатрасе менее нескольких дней или месяцев, потому что немногие из них могли терпеть жестоких заключённых, которые часто пугали их, если им не давали определённые лекарства. Среди наиболее известных заключённых, содержавшихся в больнице, Роберт Страуд и Аль Капоне, которые провели в ней годы.

### Безопасность

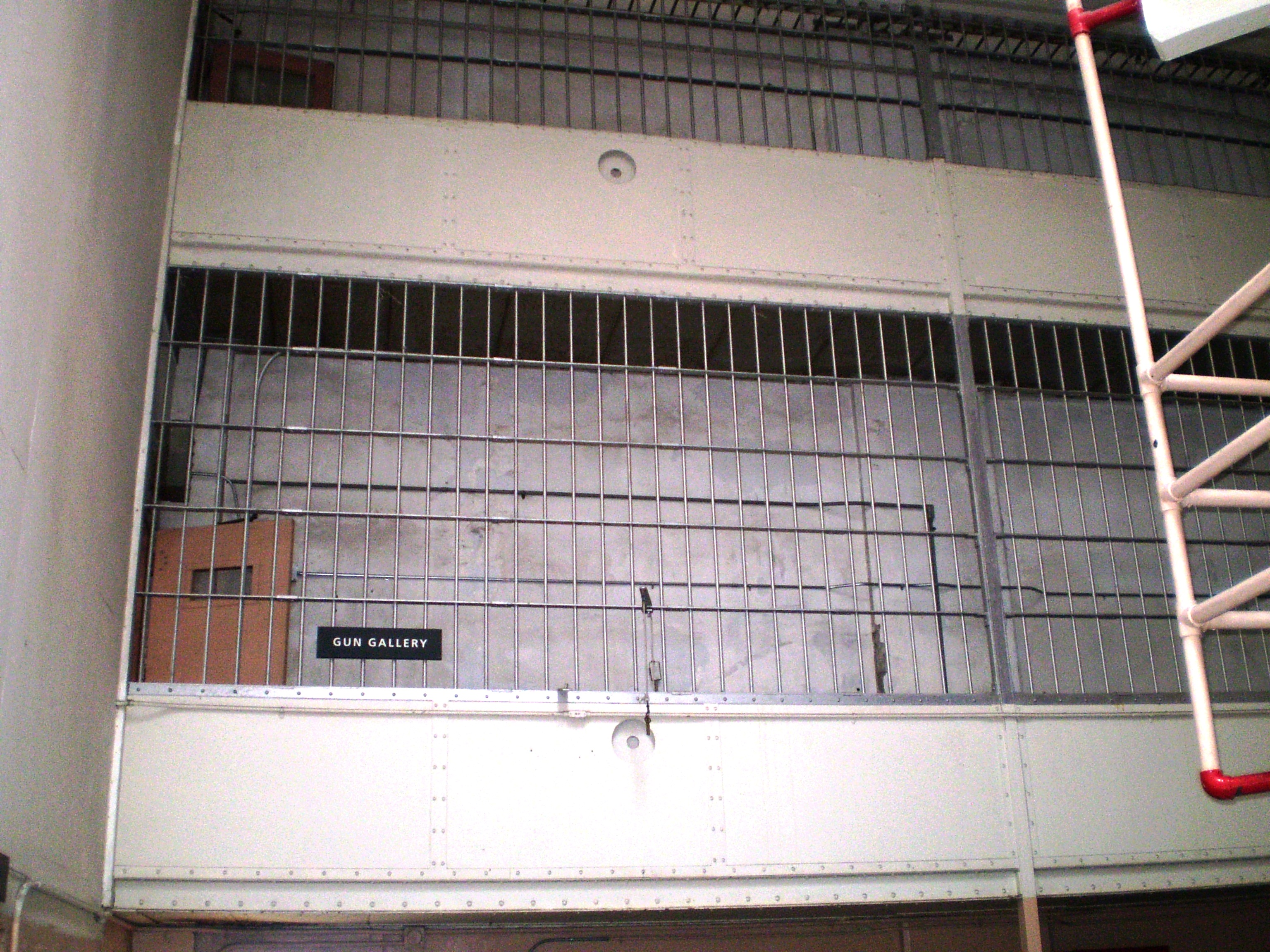
Галерея оружия

Когда 1 января 1934 года Бюро тюрем учредило Федеральную тюрьму, они приняли меры по усилению безопасности тюремных камер, чтобы сделать Алькатрас «защищённым от побега», а также улучшить условия жизни для своего персонала. В зданиях были добавлены современные технологии для повышения безопасности и комфорта. Сторожевые башни были построены снаружи в четырёх стратегических точках, камеры были перестроены и оснащены «стойкими к инструментам стальными фасадами ячеек и запирающими устройствами, управляемыми с пультов управления», а окна были закрыты железными решётками. Электромагнитные металлоискатели были размещены у входов в столовую и мастерские, с дистанционно управляемыми баллончиками со слезоточивым газом в соответствующих местах, дистанционно управляемые оружейные галереи с пулемётной охраной были установлены для патрулирования коридоров.
Были улучшены туалет и электроснабжение, старые туннели были заделаны бетоном, чтобы избежать укрытия и побега заключённых, а также были внесены существенные изменения и усовершенствования в жилищные условия для охранников, надзирателей и капитанов, чтобы они могли качественно жить со своими семьями. Начальник тюрьмы Джонстон, генеральный прокурор США Гомер Каммингс и Сэнфорд Бейтс, первый директор Бюро тюрем, очень тесно сотрудничали в создании «легендарной тюрьмы», соответствующей времени, в результате чего федеральную тюрьму острова Алькатрас прозвали «дьявольский остров дяди Сэма».

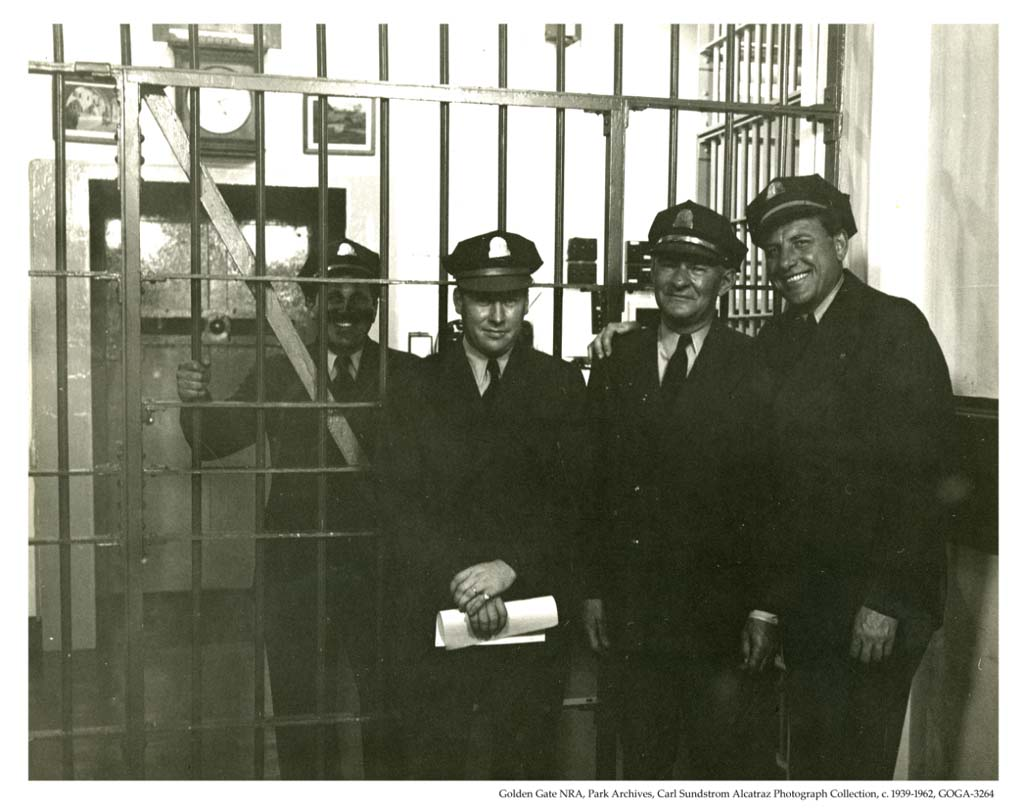
Охранники Алькатраса

Несмотря на то, что Алькатрас был спроектирован для размещения «наихудших из худших» преступников, создававших проблемы в других тюрьмах, в соответствии с руководящими принципами и правилами, установленными строгими тюремными администраторами, суды не могли направить заключённых напрямую в Алькатрас, какими бы печально известными они ни были. Заключённые, попадающие в Алькатрас, должны были пройти тщательное обследование до и при прибытии. Безопасность в тюрьме была очень строгой, с постоянной проверкой решёток, дверей, замков, электрических приборов и других средств физической безопасности.
Заключённых обычно пересчитывали 13 раз в день. Соотношение заключённых и охранников было самым низким среди всех американских тюрем того времени. Двери камер были сделаны из прочной стали, через которую заключённым было практически невозможно выбраться. На острове было много сторожевых башен, большинство из которых с тех пор было снесено, и они тщательно охранялись. Например, на каждом производственном здании имелись сторожевые вышки, чтобы заключённые не пытались сбежать во время рабочей смены.
Двор отдыха и другие части тюрьмы были окружены 25-футовым (7,62 м) забором с колючей проволокой на случай, если заключённые попытаются сбежать во время тренировки. Один бывший сотрудник тюрьмы сравнил свою работу в тюрьме с зоопарком или своей старой работой на ферме из-за того, что с заключёнными обращались как с животными, отправляя их «вспахивать поля», когда некоторые из них работали в течение дня, а затем их пересчитывают, кормят и так далее. Он назвал те четыре года, которые он проработал в тюрьме, «пустой тратой своей жизни». Коридоры регулярно патрулировала охрана. Самым оживлённым коридором был «Бродвей» между блоком B и C, поскольку он был центральным коридором тюрьмы, и по нему проходили не только охранники, но и другие работники тюрьмы.
В конце каждой 20-минутной трапезы в столовой вилки, ложки и ножи раскладывались на столе и тщательно пересчитывались. В первые годы пребывания в тюрьме заключённым запрещалось разговаривать во время еды, но позже это было смягчено при условии, что заключённые общались тихо.
Оружейная галерея находилась во дворе отдыха и была установлена на одной из внешних стен столовой. В целях безопасности снаружи столовой был установлен металлоискатель. В столовой были прикреплены баллоны со слезоточивым газом к стропилам потолка, которые можно было активировать с помощью дистанционного управления, если заключённые начнут бунт или попытаются сбежать. Начальник тюрьмы Джеймс А. Джонстон, всегда входил в столовую один и без оружия из-за усиленной охраны вокруг него. За время существования Алькатраса в столовой вспыхнуло несколько беспорядков. Те заключённые, которые не участвовали в них, прятались под столами в обеденном зале, чтобы избежать возможного обстрела.

### Начальники тюрьмы
| Фото | Имя                | Срок    | Резюме |
| ---- | ------------------ | ------- | --- |
|      | Джеймс А. Джонстон | 1934-48 | Джеймс Алоисиус Джонстон (1874—1954) (прозвище «Старая солёная вода» (Old Saltwater) — первый начальник Алькатраса. Бывший начальник Фолсома и Сан-Квентина, Джонстон сыграл важную роль в создании Федеральной тюрьмы Алькатраса от концепции до дизайна. Он считался очень строгим приверженцем дисциплины и набожным реформистом, который наложил в тюрьме ряд правил, включая строгий кодекс молчания, за что со времён Сан-Квентина получил прозвище «Хранитель золотого правила» (Golden Rule Warden). Он был относительно популярен среди заключённых и охранников. Заключённые называли его «Старая солёная вода» (Old Saltwater) и ему приписывают оспаривание варварской тактики, использовавшейся в тюрьме, когда он был там, включая смирительные рубашки и одиночное заключение в темноте, а также работу над общим улучшением жизни заключённых. В 1937 году он подвергся нападению Бёртона Филлипса сзади в столовой, который избил его в гневе во время забастовки рабочих, но он продолжал посещать трапезы без охраны. |
|      | Эдвин Б. Суоп      | 1948-55 | Эдвин Бёрнхэм Суоп (1888—1955) (прозвище «Ковбой» (Cowboy) — второй начальник Алькатраса. Его предыдущие должности в качестве начальника включали тюрьму штата Нью-Мексико и федеральную тюрьму острова МакНил в штате Вашингтон. Его описывали как — рост примерно 5 футов 9 дюймов (1,73 метра), стройного телосложения, фанат скачек, одевающийся в свободное время как ковбой. Он был строгим приверженцем дисциплины, но в отличие от своего предшественника считался самым непопулярным начальником Алькатраса среди своих офицеров и заключённых. |
|      | Пол Дж. Мэдиган    | 1955-61 | Пол Джозеф Мэдиган (1897—1974) — третий начальник Алькатраса. Ранее он был последним помощником начальника тюрьмы Джеймса А. Джонстона. Он был единственным надзирателем, который поднялся с низов иерархии тюремного персонала, первоначально работая в качестве сотрудника Алькатраса с 1930-х годов. 21 мая 1941 года Мэдиган помог пресечению попытки побега после того, как был взят в заложники в здании Model Industries Building, что позже привело к его повышению в должность помощника начальника тюрьмы. Это был полный ирландский католик с румяным лицом, который курил трубку. В отличие от своих предшественников, Мэдиган был известен более снисходительным и мягким подходом к управлению тюрьмой, и тюремный персонал его больше любил. |
|      | Олин Г. Блэкуэлл   | 1961-63 | Олин Гай Блэкуэлл (1915—1986) — четвёртый и последний начальник Алькатраса. Помощник начальника Пола Дж. Мэдигана с апреля 1959 года, Блэкуэлл был начальником Алькатраса в его самое трудное время с 1961 по 1963 годы, когда ему грозило закрытие как разрушающейся тюрьме с финансовыми проблемами, что совпало со временем печально известного «побега из Алькатраса». Во время побега 1962 года он был в отпуске на озере Берриесса в округе Напа и не верил, что люди смогли выжить в воде и добраться до берега. Блэкуэлл считался наименее строгим начальником Алькатраса, возможно, отчасти из-за того, что он был сильно пьющим и курильщиком, по прозвищу «Цыган» (Gypsy) и известный среди друзей как «Блэки» (Blackie). Говорили, что он был отличным стрелком, ранее служившим помощником начальника федеральной тюрьмы Льюисбурга. |

## Тюремная жизнь и камеры
Регистр заключённых показывает, что всего в Алькатрасе отбывали срок 1 576 человек, когда он находился в федеральной пенитенциарной системе, хотя представленные цифры различаются, и некоторые утверждают, что было 1 557 заключённых. Тюремные камеры, специально спроектированные так, чтобы ни одна из них не примыкала к внешней стене, обычно имели размеры 9 на 5 футов (2,7 на 1,5 м) и 7 футов (2,1 м) в высоту. Камеры были примитивными, с кроватью, письменным столом, умывальником и туалетом у задней стены и почти без мебели. Вентиляционные отверстия размером 6 на 9 дюймов (150 на 230 мм), закрытые металлической решёткой, находилось в задней части камер и вели в служебные коридоры. Заключённые не могли уединиться при посещении туалета, и от туалетов исходило сильное зловоние, потому что их смывали солёной водой. Смесители горячей воды были установлены в начале 1960-х годов, незадолго до закрытия.
В тюрьме был установлен очень строгий режим правил и положений под названием «Правила и положения для управления и дисциплины в пенитенциарных и исправительных учреждениях Соединённых Штатов», а также «Ежедневный распорядок работы и подсчётов», которым должны были следовать заключённые, а также охранники. Их копии были предоставлены заключённым для изучения. Заключённые в основном имели право на еду, одежду, кров и медицинскую помощь. Всё остальное считалось привилегией. Заключённым выдавали синюю рубашку, серые брюки (в последующие годы синие и белые), длинное хлопковое бельё, носки и синий носовой платок, ношение головных уборов в камере было запрещено.
Предполагалось, что камеры будут содержаться в чистоте и порядке. Любые опасные предметы, обнаруженные в камерах или у заключённых, такие как деньги, наркотики, одурманивающие вещества или инструменты, которые могут нанести травму или помочь в попытке побега, считались контрабандой и за это заключённые получали дисциплинарное взыскание. Заключённые обязаны были бриться в камере три раза в неделю. Попытка подкупа, запугивания или нападения на сотрудников тюрьмы рассматривалась как очень серьёзное преступление. Афро-американцы были изолированы от других заключённых в камерах из-за расового насилия.
Туалетную бумагу, спички, мыло и моющее средство выдавали в камеры по вторникам и субботам, и заключённые могли попросить горячую воду и швабру для уборки своих камер. Решётки, окна и полы в тюрьме убирались ежедневно. Раньше существовал строгий кодекс молчания, но к 1950-м годам он стал более ослабленным, и разговоры разрешались в камере и столовой при условии, что они были тихими и не было криков, громких разговоров, свиста или пения.

Заключённых будили в 6:30 утра и отправляли завтракать в 6:55. После возвращения в камеру заключённые должны были привести в порядок свою камеру и вынести мусорное ведро на улицу. В 7:30 для тех, кто имел достаточно привилегий, начиналась рабочая смена, во время которой заключённым приходилось проходить через металлоискатель. Если поручали работу, заключённые должны были согласиться на эту работу. Им не выдавались деньги на руки, доходы шли в трастовый фонд заключённого.
Некоторым из заключённых были поручены обязанности охранников и мастеров в прачечной, ателье, сапожной мастерской, модельной мастерской, садоводстве и т. д. Курение было привилегией на рабочем месте при отсутствии каких-либо опасных условий, но заключённым не разрешалось курить между местом отдыха и работой. Обед подавали в 11:20, после чего следовала 30-минутная пауза в камере перед возвращением на работу до 16:15.
Ужин подавали в 16:25, а затем заключённые уходили в свои камеры, где их запирали на ночь в 16:50. Свет гасили в 21:30. После того, как их запирали на ночь, шесть охранников обычно охраняли четыре камеры. Многие заключённые сравнили своё пребывание в Алькатрасе с адом и предпочли бы смерть продолжению заключения.
Библиотека Алькатраса располагалась в конце блока D. При прибытии в Алькатрас каждому заключённому выдавали библиотечный билет и каталог книг, находящихся в библиотеке. Заключённые могли заказывать книги, кладя квитанцию со своей карточкой в коробку у входа в столовую перед завтраком, а книги доставлялись в камеру и из камеры библиотекарем. Библиотека имела коллекцию от 10 000 до 15 000 книг, в основном оставшихся со времён военной тюрьмы.
Заключённым разрешалось не более трёх книг в дополнение к 12 учебникам, Библии и словарю. Им разрешали подписываться на журналы, но страницы, связанные с преступлениями, были вырваны, а газеты запрещены. Секс, преступность и насилие были подвергнуты цензуре во всех книгах и журналах, а библиотекой руководил капеллан, который регулировал цензуру и характер материалов для чтения, чтобы гарантировать их полезность. Невозвращение книги к указанной дате влекло за собой лишение заключённого каких-либо привилегий.
В среднем один заключённый читал от 75 до 100 книг в год. Каждый вечер заключённые в основном читали книги, взятые на время в библиотеке, и обычно час или 75 минут уделялось игре на музыкальных инструментах, от гитары до аккордеона. Тюремный оркестр часто репетировал в столовой или в зале над ним. Аль Капоне, как известно, практиковал игру на банджо в душевой, хотя большинство заключённых могли играть только в своих камерах.

### Коридоры

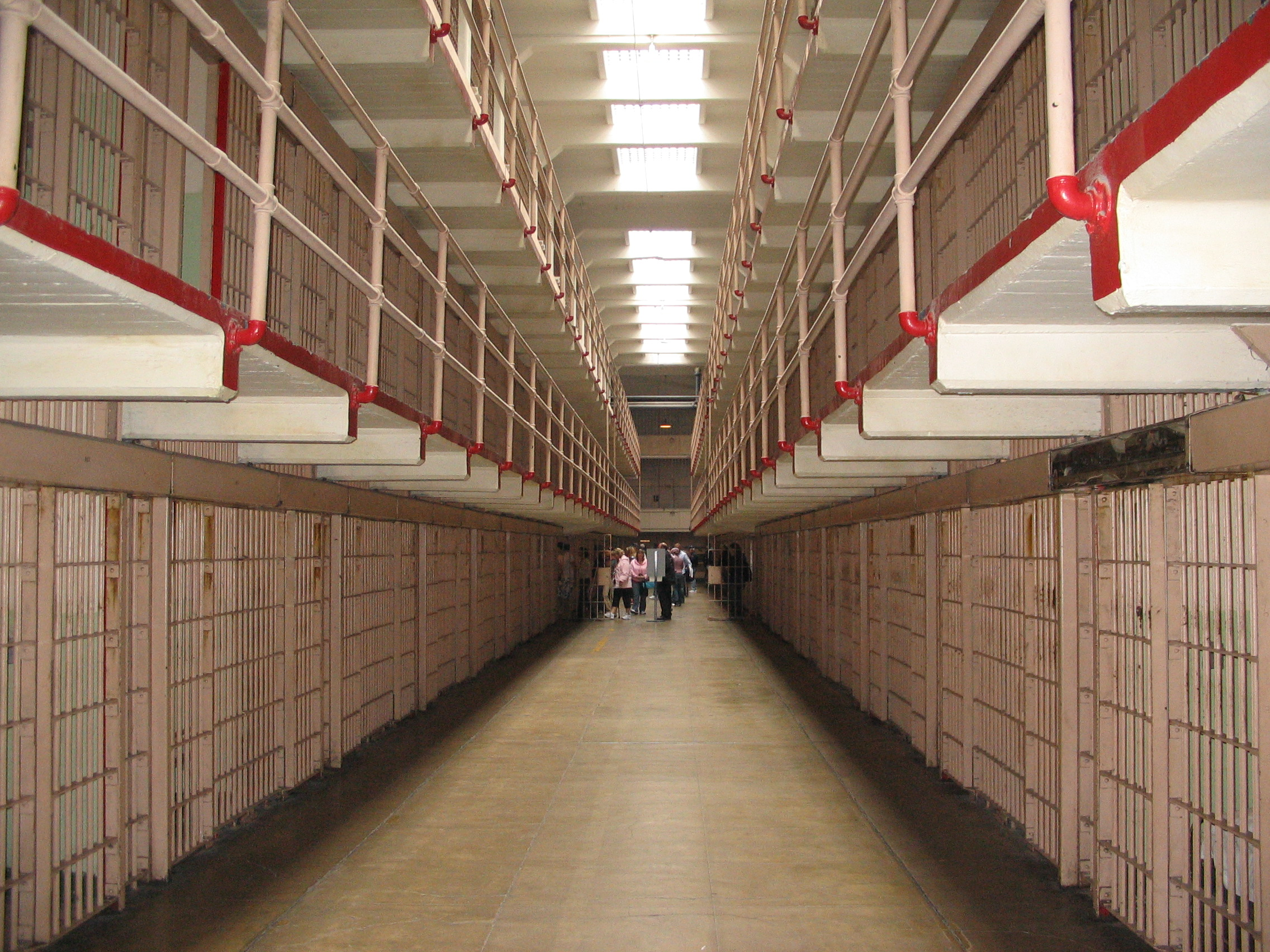
«Бродвей»

В Алькатрасе была система именования коридоров, названных в честь главных американских улиц и достопримечательностей. Мичиган-Авеню была коридором в сторону блока А. Бродвей был центральным коридором, в котором собирались заключённые, когда они проходили через Таймс-Сквер (область с часами на стене), прежде чем входить в столовую для приёма пищи. Бродвей разделил блоки B и C, и заключённые, находящиеся вдоль него, имели наименьшую уединённость в тюрьме.
Коридор между блоком C и библиотекой назывался Парк-Авеню. Коридор в блоке D получил название Сансет-Стрип. Оружейная галерея находилась в конце каждого блока, включая Западную и Восточную галереи:76.

### Блок A
Блок A никогда не модернизировался, поэтому в нём были сохранены «плоские железные прутья решёток, замки с ключами и винтовые лестницы» из первоначальной военной тюрьмы. Пока Алькатрас был федеральной тюрьмой, там не содержалось постоянно заключённых. Однако несколько человек ненадолго содержались в блоке А перед слушанием или переводом. В более поздние годы блок A в основном использовался как хранилище. В какой-то момент там была создана юридическая библиотека, где заключённые могли печатать юридические документы. В конце блока А находилась небольшая парикмахерская, где заключённые должны были ежемесячно стричься.

### Блок B
Большинство новых заключённых в Алькатрасе были отнесены ко второму уровню блока B. У них был «карантинный статус» в течение первых трёх месяцев заключения, и им не разрешались посещения как минимум на 90 дней. Заключённым разрешалось одно-два посещение в месяц, хотя тем, кто мог вызвать проблемы, посещение было запрещено. Письма, полученные заключёнными, сначала проверялись тюремным персоналом, для проверки на то, есть ли там какие-либо секретные сообщения. Фрэнк Моррис и его соратники сбежали из Алькатраса в июне 1962 года, войдя в служебный коридор за блоком B:120.

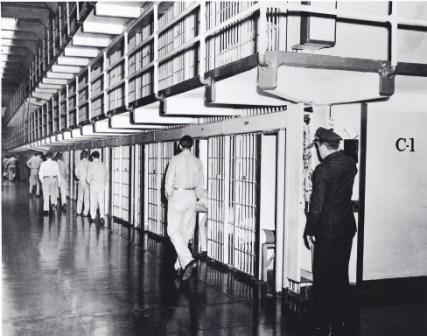
Блок C

### Блок D

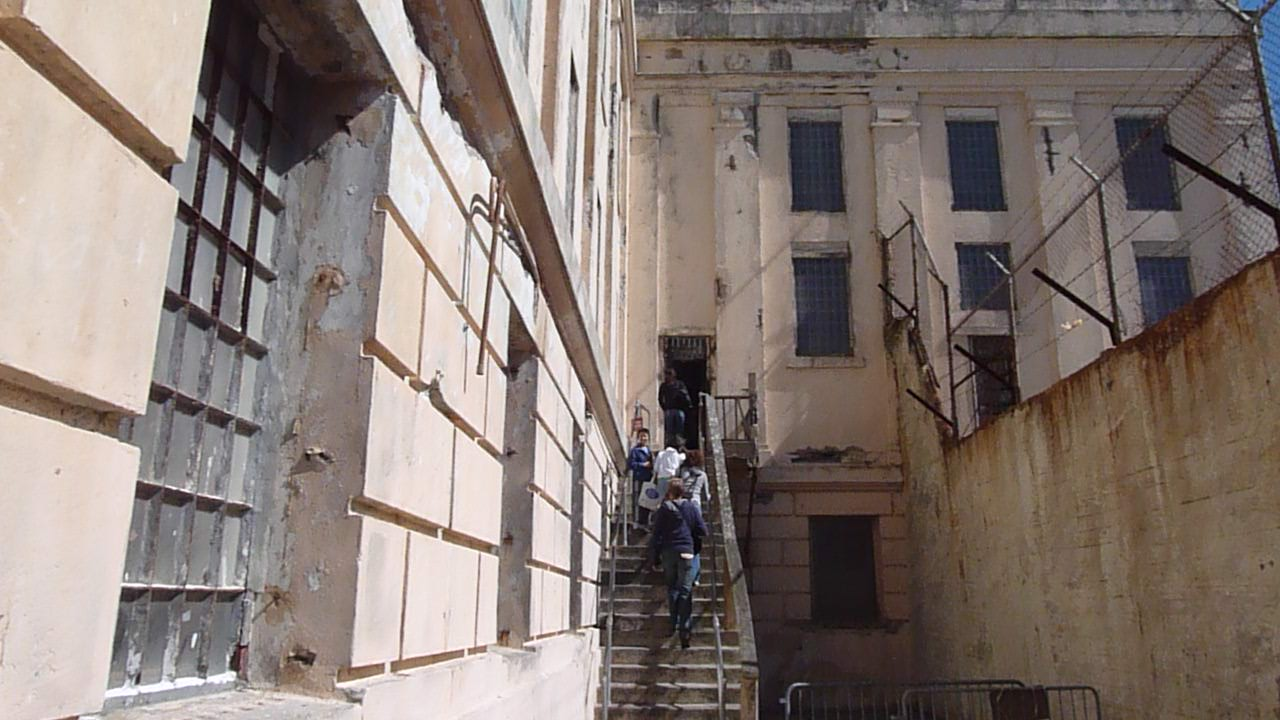
Внешний вид на конец блока D, столовая и кухня слева

Блок D получил известность как «блок лечения» для некоторых из худших заключённых с различными степенями наказания, включая изоляцию, одиночную камеру и раздевание. Заключённые обычно проводили от 3 до 19 дней в одиночной камере. Заключённых блока D кормили в их камерах, им не разрешали работать, и они могли принимать душ только два раза в неделю. После попытки побега в 1939 году, в результате которой был убит Артур «Док» Баркер, Бюро тюрем усилило безопасность в блоке D. Птицелов из Алькатраса проживал в камере 42 блока D в одиночном заключении в течение 6 лет.

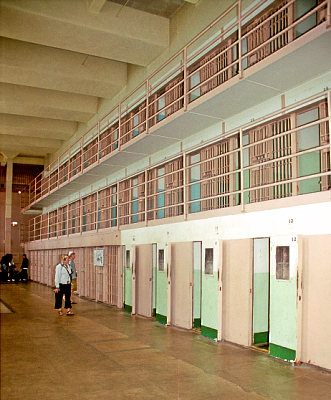
Блок D

Наихудшие камеры, вышедшие из строя, использовавшиеся в качестве наказания для заключённых, были расположены в конце блока D в камерах 9-14, известных как «Дыра». Заключённым, содержащимся в «Дыре», разрешалось принимать только один 10-минутный душ и час физических упражнений во дворе в неделю. В пяти камерах «Дырах» не было ничего, кроме раковины и туалета, а самая худшая камера получила прозвище «Восточная» или «Стриптиз-камера», последняя камера блока, в которой не было ничего, кроме дыры в полу в качестве туалета и в которой заключённых часто держали взаперти обнажёнными в течение двух дней.
Охранники контролировали смыв туалета в этой камере. После завершения наказания в «Дыре», заключённый мог вернуться в свою камеру, но был помечен. Красная бирка третьего класса обозначала заключённого, которому было запрещено покидать камеру примерно на 3 месяца. Заключённые второго класса могли получать письма, и если по прошествии 30 дней они продолжали вести себя хорошо, им были полностью восстановлены тюремные привилегии.

Её размер был приблизительно равен обычной камере - 9 на 5 футов на 7 футов в высоту. Я мог просто дотронуться до потолка, протянув руку... Тебя раздели догола и затолкали в камеру. Охранники берут твою одежду и внимательно её осматривают, чтобы убедиться, что несколько крупинок табака не попали в манжеты или карманы. Нет мыла. Никакого табака. Зубной щётки нет, запах - это можно описать только словом «вонь». Это как войти в канализацию. Это тошнотворно. Обыскав твою одежду, они бросают её в тебя. В качестве постельного белья вы получите два одеяла, где-то в 5 часов вечера. У тебя нет обуви, кровати, матраса - ничего, кроме четырёх сырых стен и двух одеял. Стены выкрашены в чёрный цвет. Раз в день я получал три ломтика хлеба - нет, ошибаюсь. Иногда я получал четыре ломтика. Я ел один раз за пять дней, а между ними ничего не было, кроме хлеба. За все тринадцать дней, что я был там, я ел два раза... Я видел, как только один мужчина принимал ванну в одиночной камере за всё время, что я был там. На этого человека вылили ведро с холодной водой.— Генри Янг свидетельствует о своих переживаниях в «Дыре» во время судебного процесса 1941 года.

### Столовая

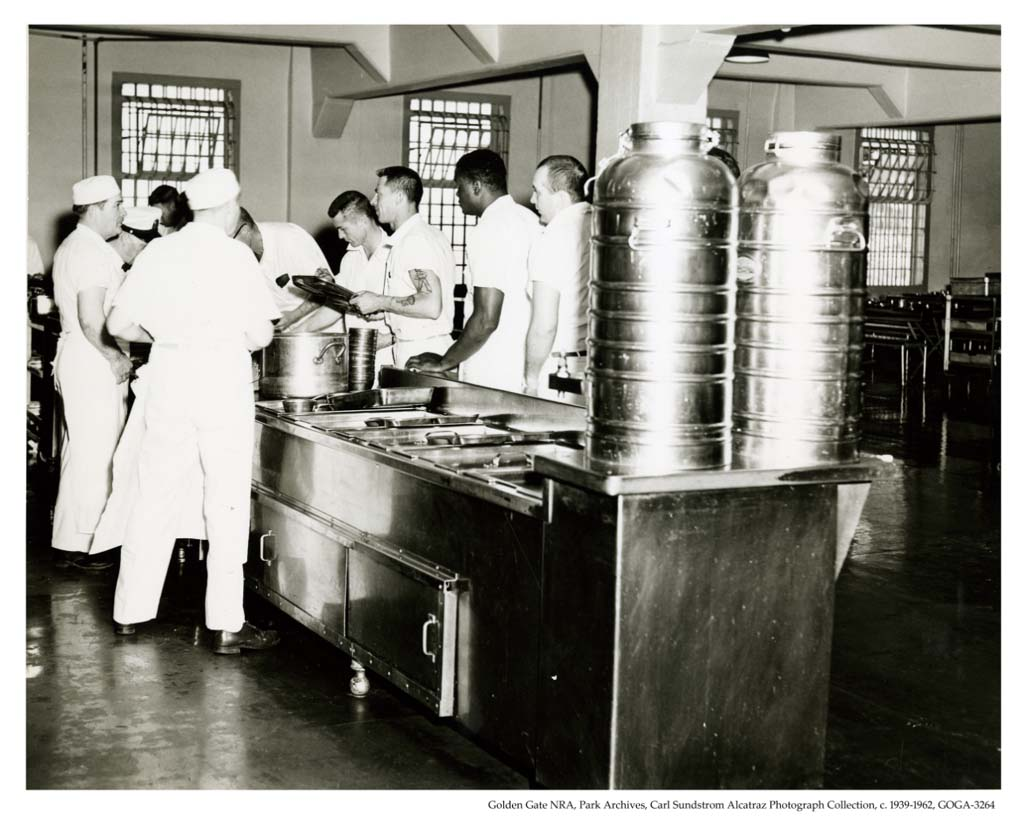
Заключённые в столовой

Столовая Алькатраса — это длинное крыло на западном конце Главного корпуса, расположенного в центре острова. Она соединена с блоком коридором, известным как «Таймс-Сквер», поскольку он проходит под большими часами, приближающимися к входу в столовую:93. Это крыло включает столовую и кухню за ней. На втором этаже находились больница и зрительный зал, где по выходным заключённым показывали фильмы
Протокол обеденного зала представлял собой запрограммированный процесс, включавший систему свистков, чтобы указать, какой блок и ряд людей будет входить и выходить из зала в любой момент времени, кто где сидел, где разместить руки и когда начать есть.
Заключённых будили в 6:30 утра и отправляли завтракать в 6:55. На доске в коридоре до сих пор сохранилось меню завтрака, датированное 21 марта 1963 года. В меню завтрака входили различные сухие хлопья, варёная цельная пшеница, яичница-болтунья, молоко, компоты, тосты, хлеб и масло. Обед подавали в столовой в 11:20 утра. Ужин подавали в 16:25.
Заключённым разрешалось есть столько, сколько они хотели в течение 20 минут, при условии, что они не оставляли отходов. Об отходах сообщалось, и заключённый мог лишиться каких-либо привилегий, если он делал это часто.
За каждым обеденным столом были скамейки, на которых могли разместиться до шести человек, хотя позже их заменили на столы и стулья меньшего размера, на которых могли сидеть четверо. Все, включая заключённых, охранников и сотрудников, обедали вместе, таким образом столовая, вмещала более 250 человек. По сообщениям, еда, подаваемая в Алькатрасе, была лучшей в пенитенциарной системе Соединённых Штатов.

### Отдых

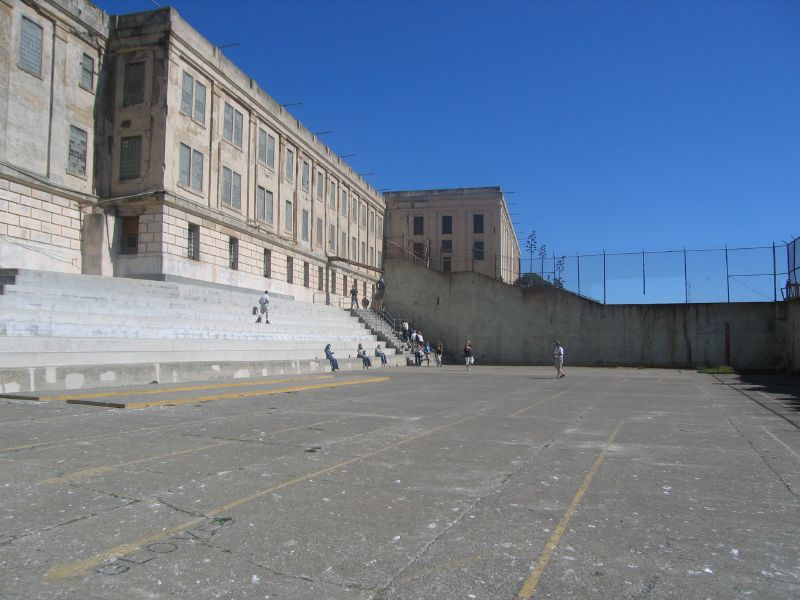
Двор отдыха

Двор отдыха — это двор, который использовался заключёнными тюрьмы в период с 1934 по 1963 год. Он расположен напротив обеденного зала к югу от конца блока D, обращён к материку на возвышении, окружён высокой стеной и забором над ней. Сторожевая башня № 3 стояла к западу от двора. Оружейная галерея находилась во дворе, на одной из внешних стен столовой.
В 1936 году был заасфальтирован ранее засыпанный землёй двор. Двор был частью самой жестокой попытки побега из Алькатраса в мае 1946 года, когда группа заключённых замышляла заговор, чтобы получить ключ от двора отдыха, убить охранников на башне, взять заложников и использовать их в качестве щитов, чтобы добраться до пристани.
Заключённым разрешалось выходить во двор по субботам, воскресеньям и в праздничные дни максимум на 5 часов. Заключённые, которые работали семь дней в неделю на кухне, были вознаграждены короткими перерывами во дворе в будние дни. Заключённые с плохим поведением могли лишаться права доступа во двор по выходным. В то время заключённым Алькатраса разрешалось играть в такие игры, как бейсбол, софтбол и другие виды спорта, а также в интеллектуальные игры, такие как шахматы.
Из-за небольшого размера двора и бейсбольного поля на его конце, часть стены за первой базой должна была быть мягкой, чтобы смягчить удар заключённых, ловящих мяч. Заключённым выдавали перчатки, биты и мячи, но не спортивную форму. В 1938 году было четыре любительских команды: «Пчёлы», «Дубы», «Нефтянники» и «Тюлени», названные в честь клубов Младшей лиги, и четыре команды лиги, названные в честь клубов Главной лиги, «Кардиналы», «Юнцы», «Гиганты» и «Тигры». Многие из сокамерников использовали выходные во дворе, чтобы поговорить друг с другом и обсудить преступление — единственную реальную возможность для продолжительного разговора в течение недели.

## Прочие постройки

### Дом начальника тюрьмы

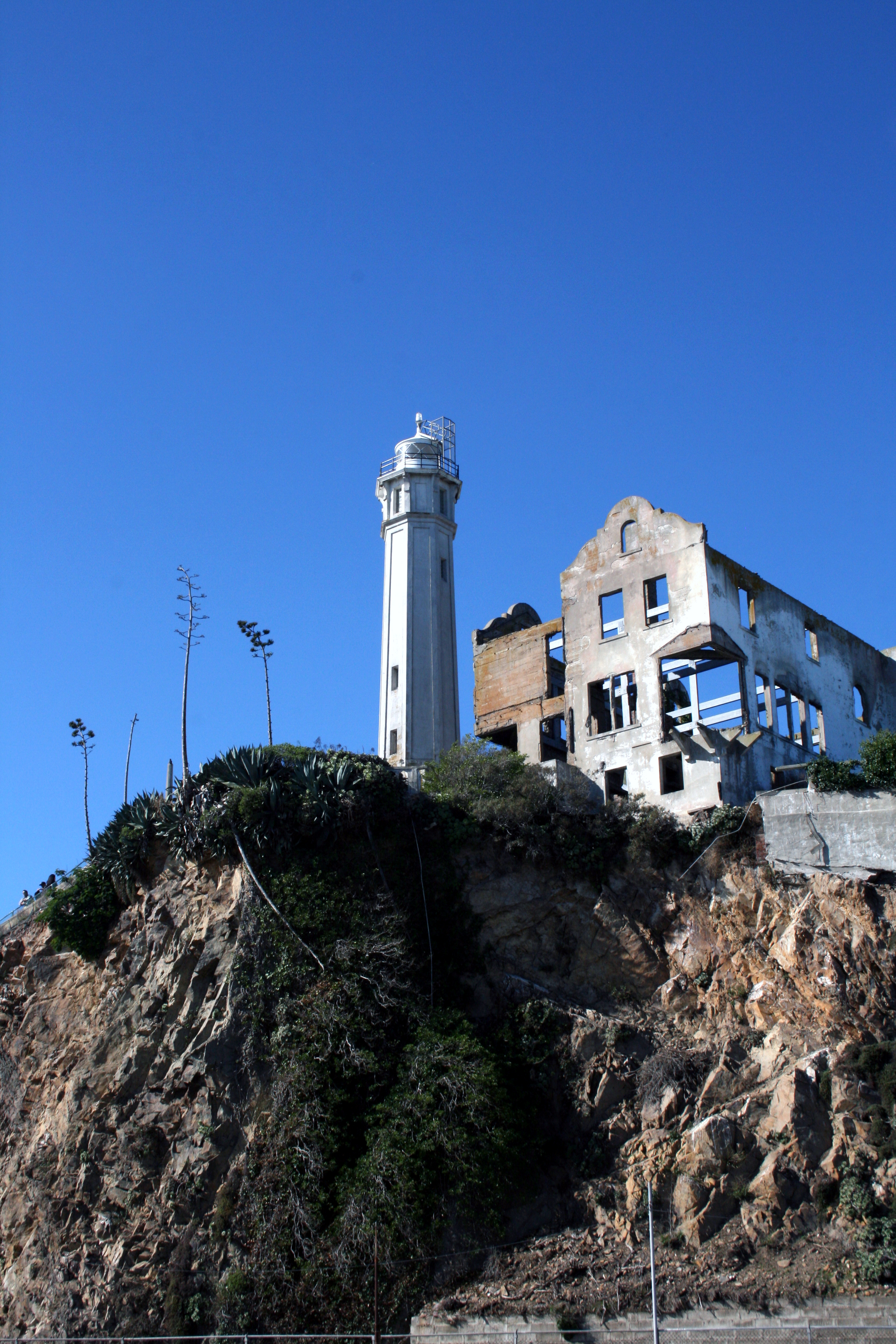
Дом начальника тюрьмы и маяк

Дом начальника тюрьмы расположен в северо-восточном конце главного корпуса, рядом с маяком Алькатраса. Трёхэтажный особняк с 15 комнатами был построен в 1921 году в соответствии с указателем Национальной зоны отдыха «Золотые ворота», хотя некоторые источники говорят, что он был построен в 1926 или 1929 годах и имел 17 или 18 комнат.
С 1934 по 1963 годы здесь проживали четыре начальника Алькатраса. В роскошном доме, который разительно контрастировал с соседней тюрьмой, начальники тюрьмы часто устраивали роскошные коктейльные вечеринки. На указателе на этом месте изображена фотография заключённого, который выполняет работу по дому для начальника тюрьмы, и что в доме есть сад с террасами и оранжерея. В особняке были высокие окна, из которых открывался прекрасный вид на залив Сан-Франциско. Сегодня дом представляет собой руины, сожжённые коренными американцами во время оккупации Алькатраса 1 июня 1970 года.

### Здание 64
Здание 64 было первым зданием, построенным на острове Алькатрас и предназначенным исключительно для размещения военных офицеров и их семей, проживающих на острове. Трёхэтажный жилой дом, расположенный рядом с доком на юго-восточной стороне острова, ниже дома начальника тюрьмы, был построен в 1905 году на месте казарм армии США, которые находились здесь с 1860-х годов. Он функционировал как казарма военной гвардии с 1906 по 1933 годы. Одна из его самых больших квартир в юго-западном углу была известна как «Дворец коров», а близлежащий переулок — «Чайнатаун».

### Общественный зал

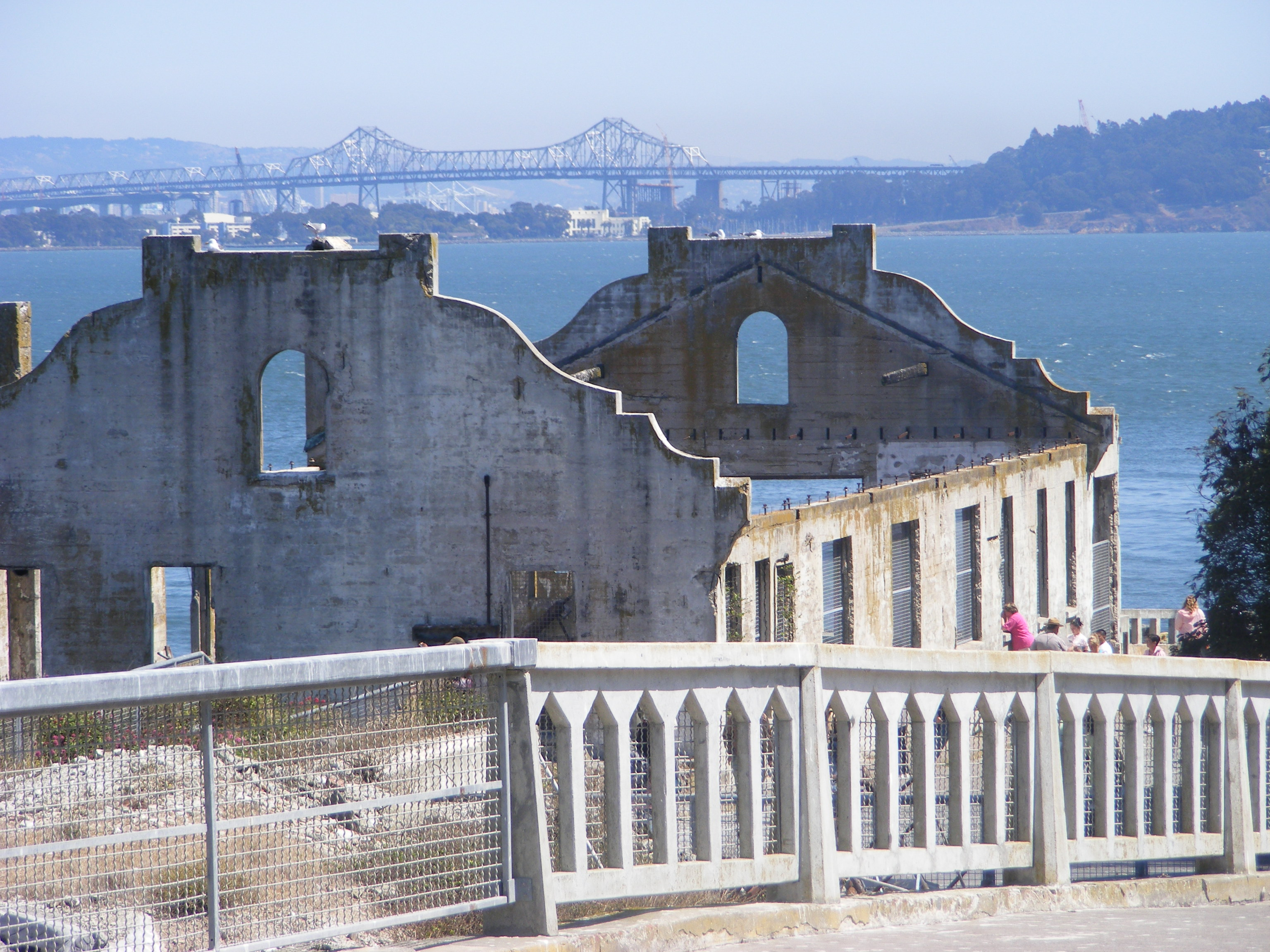
Разрушенный общественный зал Алькатраса

Общественный зал, также известный как Клуб офицеров, был общественным клубом, расположенным на северо-западной стороне острова, в непосредственной близости от электростанции, водонапорной башни и бывшей военной часовни (позже жильё для холостяков), раньше там размещалась почтовая биржа. Клуб был местом встреч для сотрудников тюрьмы и их семей, где они могли расслабиться после тяжелой рабочей недели с самыми закоренелыми преступниками Америки. Он был сожжён коренными американцами во время оккупации Алькатраса в 1970 году, после чего остался только остов.
В клубе был небольшой бар, библиотека, большая столовая, танцпол, бильярдный стол, стол для пинг-понга и боулинг с двумя дорожками, и он был центром общественной жизни на острове. В нём регулярно устраивались ужины, бинго, а с 1940-х годов каждый вечер воскресенья показывали фильмы после того, как их показывали заключённым днём в субботу и воскресенье:128. Клуб отвечал за организацию множества специальных мероприятий (проводимых либо в клубе, либо на плацу) и связанных с ними сборов средств.

### Электростанция
Электростанция расположена на северо-западном побережье острова Алькатрас. Она была построена в 1939 году за 186 000 долларов в рамках программы модернизации, бюджет которой был 1,1 миллион долларов, и которая также включала строительство водонапорной башни, здания электростанции, жилья для офицеров и реконструкцию блока D. Говорят, что белая дымовая труба электростанции и маяк создавали «вид корабельной мачты по обе стороны острова». Перед электростанцией была установлена табличка с надписью «Внимание! Держитесь подальше! Посещение разрешено только руководству, в пределах 200 ярдов!».
С 1939 по 1963 годы она снабжала энергией тюрьму и другие здания на острове. На башне электростанции было место для охраны, которая имела в своём распоряжении «винтовку Винчестер 30 калибра с 50 патронами, полуавтоматический пистолет M1911 с тремя семизарядными магазинами, три газовые гранаты и противогазы».

### Водонапорная башня

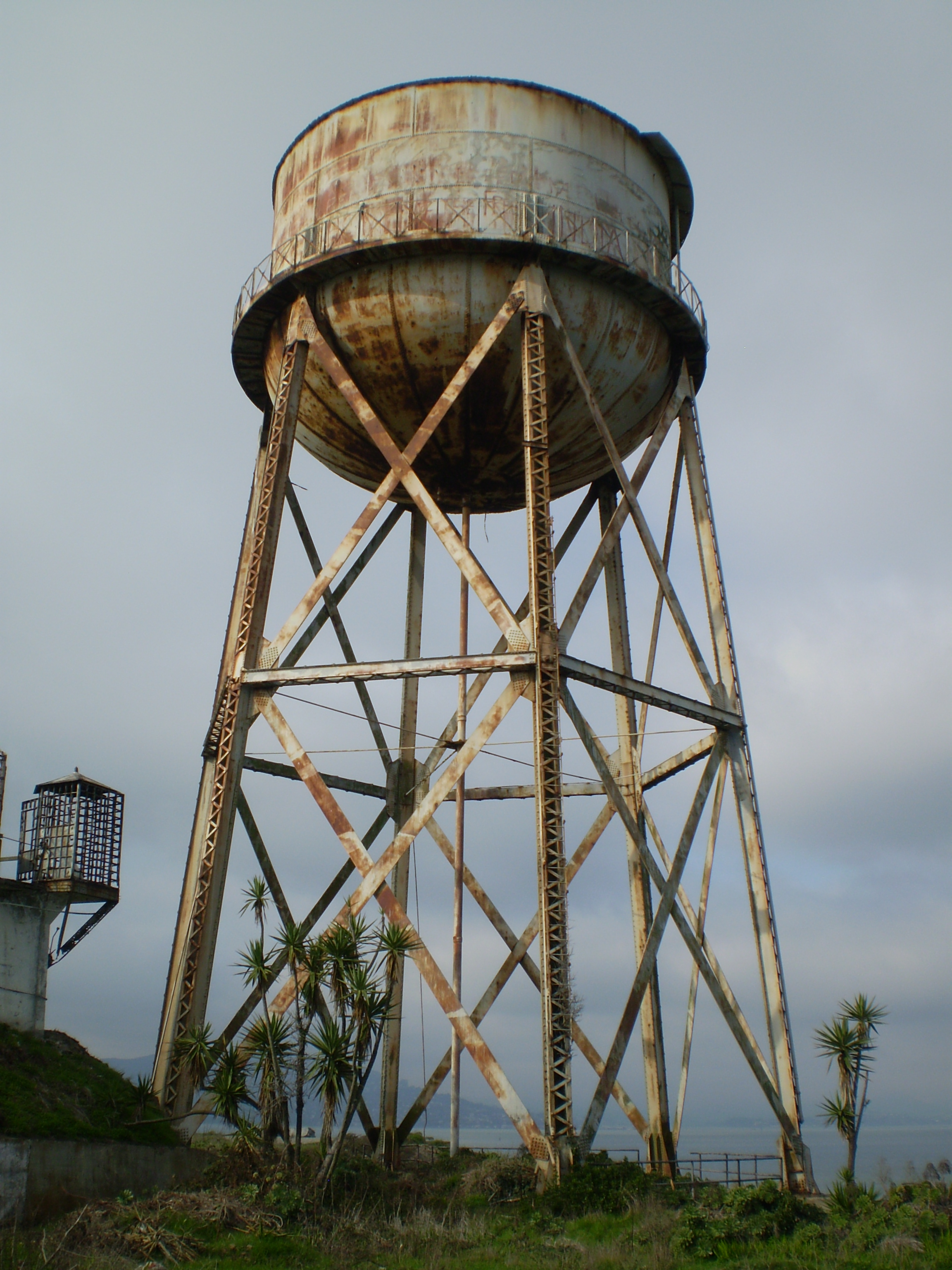
Водонапорная башня в 2008 году, заметно ржавая

Водонапорная башня расположена на северо-западной стороне острова, недалеко от башни № 3, за моргом и двором отдыха. Резервуар для воды расположен на шести стальных опорах с поперечными связями, залитых в бетонный фундамент.
Поскольку у Алькатраса не было собственного водоснабжения, ему приходилось импортировать воду с материка на буксирах и баржах. В военные годы на острове резервуары для воды находились под землёй и на крыше. Водонапорная башня была построена в 1940-41 годах Федеральным бюро тюрем после того, как остров получил правительственный грант на реконструкцию для обеспечения большим объёмом пресной воды.
Это самое высокое здание на острове высотой 94 фута (29 м) с объёмом пресной воды 250 000 галлонов (1136523 кг). Она использовалась для хранения питьевой воды, воды для тушения пожаров и воды для прачечной.

### Здание Model Industries Building
Здание Model Industries Building — это трёх/четырёхэтажное здание в северо-западном углу острова Алькатрас. Это здание было первоначально построено вооружёнными силами США и использовалось в качестве прачечной до тех пор, пока в 1939 году, уже во времена федеральной тюрьмы, в рамках программы реконструкции Алькатраса не было построено здание New Industries Building. В Model Industries Building находились мастерские, в которых могли работать заключённые.

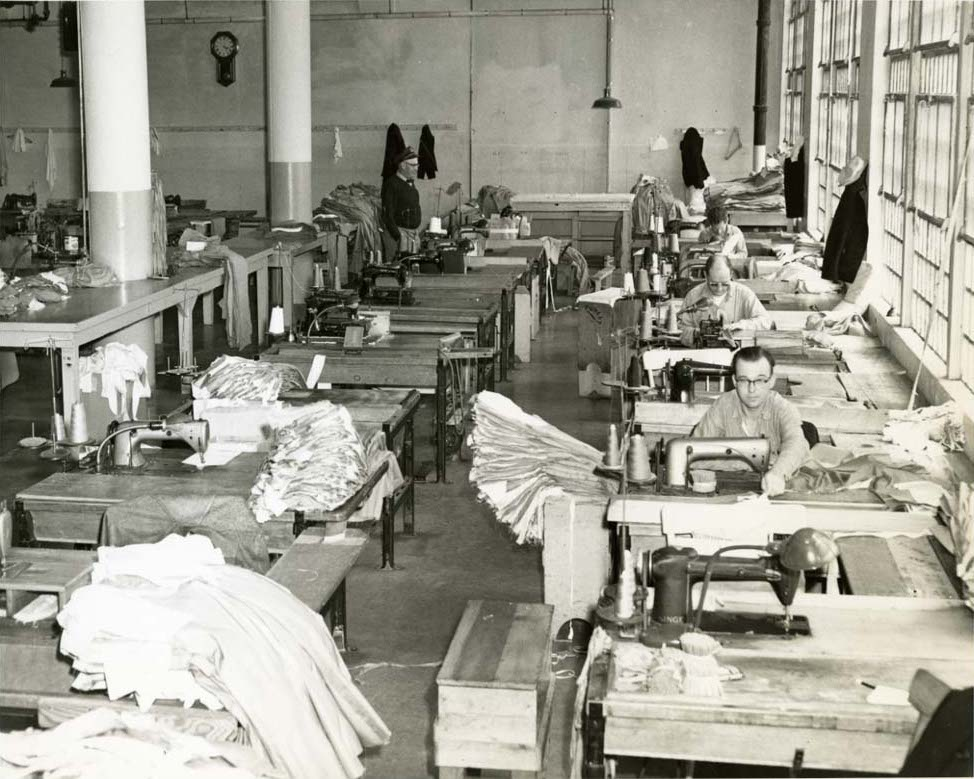
Заключённые, работающие в швейной комнате

10 января 1935 года здание переместилось на 2,5 фута к краю обрыва после оползня, вызванного сильным штормом. Тогдашний начальник тюрьмы Джеймс А. Джонстон предложил расширить дамбу рядом со зданием и попросил у бюро 6 500 долларов на это. Позже он утверждал, что не любил это здание из-за того, что оно было неправильной формы. К концу 1935 года была завершена более дешёвая каменная наброска меньшего размера.
В июне 1936 года к крыше Model Industries Building были пристроены сторожевая вышка и мостик от башни Хилл, и здание было защищено решётками из старых камер, чтобы заблокировать окна и решётки вентиляторов на крыше, а также предотвратить побег заключённых через крышу. Здание перестало использоваться в качестве прачечной в 1939 году, когда её перенесли на верхний этаж здания New Industries Building. Сегодня здание сильно заржавело после десятилетий воздействия солёного воздуха и ветра, а сторожевой башни на вершине здания и башни Хилл уже нет.

### Здание New Industries Building

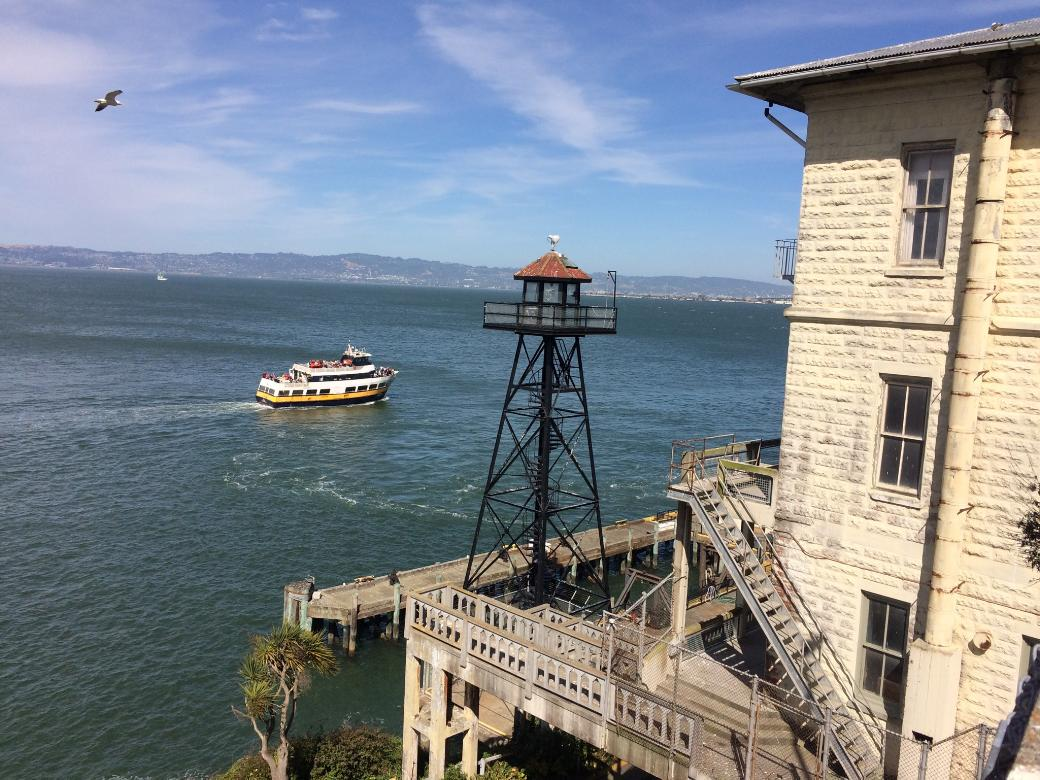
Лодка возле сторожевой башни на острове Алькатрас (июнь 2016 года)

Здание New Industries Building было построено в 1939 году за 186 000 долларов в рамках программы модернизации, бюджет которой был 1,1 миллион долларов, и которая также включала строительство водонапорной башни, здания электростанции, жилья для офицеров и реконструкцию блока D.
На первом этаже двухэтажного здания длиной 306 футов (93 м) располагались швейная фабрика, химчистка, мебельная фабрика, щёточная фабрика и офис, где заключённые могли работать за деньги. Они получали небольшую заработную плату за свой труд, которая переводилась на счёт, известный как Целевой фонд заключённых, который они получали после освобождения из Алькатраса. Они производили перчатки, мебельные коврики и армейскую форму. Прачечная занимала весь верхний этаж и была самой большой в Сан-Франциско в то время. В каждом окне было по 9 оконных стёкол, а на каждом этаже с каждой стороны по 17 отсеков.

## Известные заключённые
| Фото | Имя                                               | Номер/Срок     | Резюме |
| ---- | ------------------------------------------------- | -------------- | --- |
|      | Артур Р. Баркер («Док»)                           | № 268 1935-39  | Артур Баркер (4 июня 1899 — 13 января 1939) — сыном «Мамаши Баркер» и член банды Баркер-Карпис вместе с Элвином Карписом. В 1935 году Баркер был отправлен на остров Алькатрас по обвинению в заговоре с целью похищения. Ночью 13 января 1939 года Баркер с Генри Янгом и Руфусом МакКейном предприняли попытку побега из Алькатраса. Баркер был застрелен охранниками. |
|      | Альфонсе Габриэль Капоне («Лицо со шрамом»)       | № 85 1934-39   | Когда Аль Капоне (17 января 1899 — 25 января 1947) прибыл на Алькатрас в 1934 году, тюремные власти дали понять, что он не получит никаких льгот. Во время отбывания срока в Федеральной тюрьме Атланты Капоне, мастер-манипулятор, продолжал управлять своим рэкетом из-за решётки, подкупая охранников. Во время пребывания на Алькатрасе Капоне привлёк большое внимание средств массовой информации, хотя он отсидел там всего четыре с половиной года, прежде чем у него появились симптомы третичного сифилиса и плохое психическое здоровье, а затем его перевели в Федеральное исправительное учреждение на острове Терминал в Лос-Анджелесе в 1938 году. Он изо всех сил пытался заручиться поддержкой начальника тюрьмы Джонстона, но потерпел неудачу, и ему приходилось выполнять множество чёрных работ. Капоне участвовал во многих драках с другими заключёнными, в том числе с заключённым, который приставил лезвие к его горлу в тюремной парикмахерской после того, как Капоне попытался пройти без очереди. Он был освобождён из тюрьмы в ноябре 1939 года и жил в Майами до своей смерти в 1947 году в возрасте 48 лет. |
|      | Мейер Харрис Коэн («Микки»)                       | № 1518 1961-63 | Микки Коэн (4 сентября 1913 — 29 июля 1976) работал на игорный рэкет мафии. Он был признан виновным в уклонении от уплаты налогов и приговорён к 15 годам заключения на острове Алькатрас. Его перевели в тюрьму Атланты незадолго до того, как 21 марта 1963 года Алькатрас окончательно закрылся. 14 августа 1963 года в Атланте сокамерник Бёрл Эстес МакДональд ударил Коэна свинцовой трубой, частично его парализовав. После освобождения в 1972 году Коэн вёл спокойную жизнь. |
|      | Эллсуорт Рэймонд Джонсон («Ухабистый»)            | № 1117 1954-63 | "Бампи Джонсона (31 октября 1905 — 7 июля 1968) называли «Крёстным отцом Гарлема». Он был афро-американским гангстером, рэкетиром и бутлегером из Гарлема в начале XX века. Он был отправлен в Алькатрас в 1954 году и находился в тюрьме до 1963 года. Считалось, что он был причастен к попытке побега Фрэнка Морриса и братьев Энглинов в 1962 году. |
|      | Альбин Франсис Карпавичюс («Жуткий карп»)         | № 325 1936-62  | Элвин Карпис (10 августа 1907 — 26 августа 1979) — канадец литовского происхождения. За зловещую улыбку он получил прозвище «Жуткий», а от членов его банды — «Рэй». Он был известен тем, что был одним из трёх лидеров банды Баркер-Карпис в 1930-х годах, двумя другими были Фред и Док Баркеры из банды «Мамаши Баркер». Он был единственным «Врагом общества № 1», которого лично принял директор ФБР Джон Эдгар Гувер. Было только четыре человека, которым ФБР присвоило титул «Враг общества № 1». Остальные трое, Джон Диллинджер, Красавчик Флойд и Малыш Нельсон, были убиты до того, как попали в тюрьму. Он также провёл самое долгое время в качестве федерального заключённого в тюрьме Алькатрас — 26 лет. Карпису приписывают десять убийств и шесть похищений, не считая ограбления банка. Он был депортирован в Канаду в 1969 году и умер в Испании в 1979 году. |
|      | Джордж Келли Барнс («Пулемёт Келли»)              | № 117 1934-51  | «Пулемёт Келли» (18 июля 1895 — 18 июля 1954) прибыл на остров 4 сентября 1934 года. В Алькатрасе Келли постоянно хвастался несколькими грабежами и убийствами, которых он никогда не совершал. Хотя его хвастовство было утомительно для других заключённых, начальник тюрьмы Джонстон считал его образцовым заключённым. Заключённый № 139, Харви Бейли был его напарником. В 1951 году Келли вернули в тюрьму Ливенуорта. |
|      | Рафаэль Кансель Миранда                           | № 1163 1954-60 | В июле 1954 года Рафаэль Кансель Миранда (18 июля 1930 — 2 марта 2020) был отправлен в Алькатрас, где отбыл шесть лет своего заключения. В Алькатрасе он был образцовым заключённым, где работал на щёточной фабрике и служил прислужником на католических службах. Его ближайшими друзьями были другие пуэрториканцы Эмерито Васкес и Хирам Креспо-Креспо. Они говорили по-испански и заботились друг о друге. На прогулочном дворе он часто играл в шахматы с Бампи Джонсоном. Он также подружился с Мортоном Собеллом и их дружба длится и по сей день. Его семья совершала поездки в Сан-Франциско, чтобы навестить его, но ему не разрешали видеться с детьми. Его жене разрешили разговаривать с ним через стекло в комнате для свиданий по телефону. Им не разрешалось говорить по-испански, и они должны были говорить по-английски. Он был переведён в Ливенуорт в 1960 году. |
|      | Роберт Франклин Страуд («Птицелов из Алькатраса») | № 594 1942-59  | Роберт Страуд, более известный как «Птицелов из Алькатраса» (28 января 1890 — 21 ноября 1963), был переведён в Алькатрас в 1942 году. В молодом возрасте он увлекся сутенёрством и был замешан в убийстве во время пьяной драки. После заключения в тюрьмах МакНил и Ливенуорт, где он убил офицера Эндрю Тёрнера, его перевели в Алькатрас с продлением срока. Орнитолог-самоучка, он написал несколько книг. Его сборник болезней птиц считается классикой орнитологии. Он просидел в одиночной камере в блоке D большую часть своего пребывания в Алькатрасе и после заключения в тюремной больнице был переведён в Медицинский центр для федеральных заключённых в Спрингфилде, штат Миссури, из-за серьёзного ухудшения состояния здоровья. Хотя ему дали прозвище «Птицелов из Алькатраса», ему не разрешали держать птиц в своей тюремной камере в Алькатрасе, как это было в тюрьме Ливенуорта, потому что это было запрещено. Он умер в 1963 году. |

## Легенды
Индейское племя Олони были самыми ранними известными жителями острова Алькатрас. В мифологии Мивоков говорится, что на острове обитают злые духи. В популярной культуре Алькатрас вошёл в пятерку самых «посещаемых» мест в Калифорнии.

## В популярной культуре

### Фильмы

#### Основанные на реальных событиях
- «Грубая сила» — фильм 1947 года, вдохновлённый реальными, но сильно изменёнными, событиями во время Сражения за Алькатрас.
- «Аль Капоне» — фильм 1959 года, заканчивается тем, что когда-то могущественный криминальный авторитет подвергается нападению других заключённых Алькатраса.
- «Птицелов из Алькатраса» — фильм 1962 года по одноимённой книге Томаса Ю. Гэддиса о Роберте Страуде.
- «Оккупация Алькатраса» — документальный фильм 1969 года об оккупации острова Алькатрас коренными американцами.
- «Побег из Алькатраса» — фильм 1979 года по одноимённой книге Джей Кэмпбелла Брюса[134].
- «Алькатрас: Потрясающая история» — мини-сериал 1980 года о Кларенсе Карнесе, самом молодом заключённом тюрьмы Алькатрас.
- «Шестеро напротив скалы» — фильм 1987 года о Сражении за Алькатрас, основанный на книге Кларка Ховарда.
- «Убийство первой степени» — фильм 1995 года о Генри Янге.
- «Алькатрас» — независимый фильм 2018 года о Сражении за Алькатрас.

#### Вымышленные истории и упоминания тюрьмы
- «Король Алькатраса» — фильм 1938 года, в котором преступник сбегает из Алькатраса.
- Действия серии «Частный сыщик Попай» мультфильма «Моряк Попай» (выпущенном 12 ноября 1954 года) разворачиваются на острове Алькатрас.
- «Выстрел в упор» — фильм 1967 года, в котором банда устраивает засаду курьеру на безлюдном острове Алькатрас, чтобы ограбить крупную преступную организацию. Это был первый крупный фильм, снятый на острове Алькатрас после закрытия федеральной тюрьмы в 1963 году.
- «Блюститель закона» — фильм 1976 года, в котором террористы используют Алькатрас в качестве укрытия после взятия в заложники мэра Сан-Франциско.
- «Электрические грёзы» — фильм 1984 года, в котором два главных героя проводят свидание на экскурсии по Алькатрасу.
- «Я женился на убийце с топором» — фильм 1993 года, некоторые из сцен которого сняты в Алькатрасе.
- «Скала» — фильм 1996 года, действие которого происходит на острове Алькатрас, оккупированном террористами, укравшими особо опасное химическое оружие.
- «Ни жив ни мёртв» — фильм 2002 года, герои которого попадают в тюрьму Новый Алькатрас.
- «Что новенького, Скуби-Ду?» — мультсериал 2002 года, в котором Скуби и его друзья исследуют тюрьму Алькатрас, чтобы разгадать тайну Сан-Франпсихо, призрака бывшего обитателя Алькатраса.
- «Люди Икс: Последняя битва» — фильм 2006 года, в котором Алькатрас представлен как центр разработки «лекарства» от мутантов.
- «Книга Илая» — постапокалиптический фильм 2010 года, в котором Алькатрас изображался как убежище и база для операций.
- «Кошки против собак 2: Месть Китти Галор» — фильм 2010 года, в котором мистера Тинклса посадили в тайную тюрьму на острове Алькатрас как психически больного.
- «Метеоритный шторм» — фильм-катастрофа 2010 года.
- «Стартрек: Возмездие» — научно-фантастический фильм 2013 года, в котором тюрьма разрушается, когда Хан разбивает свой звездолёт в Сан-Франциско.
- Во франшизе о Гарри Поттере есть тюрьма на волшебном острове под названием Азкабан, которая частично основана на Алькатрасе[135].

### Телевидение

#### Телесериалы
- «Алькатрас» (2012) — сериал канала Fox, в котором Алькатрас был закрыт не по бюджетным причинам, а потому что все 302 человека (46 надзирателей и 256 заключённых), таинственным образом исчезнувшие с острова 20 марта 1963 года, вновь появились там в наши дни[136].

#### Эпизоды сериалов, связанные с Алькатрасом
- В одном из эпизодов «Аватар: Легенда об Аанге» есть тюрьма Нации огня для военных преступников «Кипящая скала», расположенная на острове в кипящем озере и похожая на Алькатрас.
- В эпизоде 1.20 «Сила двух» сериала «Зачарованные» сёстры Пруденс и Фиби Холливелл побеждают злого призрака серийного убийцы, который был заключён в тюрьму Алькатрас и жаждет мести своему судье и присяжным.
- 8-й сезон паранормального реалити «Призрачные приключения» был снят в Алькатрасе на канале Travel Channel под названием «Ghost Adventures».
- 100-й эпизод 6-го сезона паранормального реалити «По следам призраков» представляет собой двухчасовую серию, в которой рассказывается о паранормальном расследовании в Алькатрасе.
- Паранормальное шоу «Призрачная лаборатория» провело расследование тюрьмы в 1-м эпизоде 10-го сезона.
- В мультсериале «Джи-Ай Джо» был показан двухсерийный эпизод под названием «День Д в Алькатрасе».
- Алькатрас появляется в эпизоде «Птица-мумия Алькатраса» мультсериала «Мумии возвращаются!».
- В программе «Разрушители легенд» был эпизод «Побег из Алькатраса».
- В эпизоде «Финес и Ферб разорены!» мультсериала «Финес и Ферб» реформаторская школа Smile Away основана на Алькатрасе.
- В мультсериале «Скуби и Скрэппи-Ду» главные герои посещают остров Алькатрас.
- В мультсериале «Волшебные покровители» в Сказочном Мире есть тюрьма под названием Абракатрас, основанная на Алькатрасе.
- В эпизоде «Тур д’Алькатрас» мультсериала «Могучая Би» Бесси и Пенни во время тура по Алькатрасу были ошибочно приняты офицером за преступников.
- В финале паранормального реалити «Другие» рассказывается о расследовании тюрьмы Алькатрас.
- В эпизоде «Изуродованное Бартом знамя» мультсериала «Симпсоны» после того, как Симпсоны подвергаются остракизму из-за недоразумения, их арестовывают и запирают в Алькатрасе вместе с такими людьми, как Майкл Мур и Билл Клинтон.
- В эпизоде «Ночь пеликана» сериала «Дикий дикий запад» агент Секретной службы США Джеймс Вест садится в Алькатрас под прикрытием.
- Дуэльная башня в аниме «Король игр» была вдохновлена островом Алькатрас.
- Во 2 сезоне сериала "Улицы Сан-Франциско" один из героев, бывший заключенный тюрьмы, прячется там от убийц и погибает от пули. В 3 сезоне расследуют возможное убийство заключенного после того, как во время экскурсии обнаружен скелет, замурованный в стене.

### Игры
- «Alcatraz» (1992)
- «San Francisco Rush: The Rock» (1996)
- «Alcatraz: Prison Escape» (2001)
- «RuneScape» (2001)
- «RollerCoaster Tycoon 2» (2002)
- «Shadow Hearts: From the New World» (2005)
- «1954: Alcatraz» (2014)
- «Escape from Alcatraz» (2017)[137]

#### Мемуары
Ряд книг был написан бывшими заключёнными Алькатраса либо с их соавторством, например:
- «Алькатрас: Настоящий конец линии» — автобиография бывшего заключённого Дарвина Куна.
- «Алькатрас изнутри: Тяжёлые годы, 1942—1952» — автобиография бывшего заключённого Джима Куиллена.
- «От Алькатраса до Белого дома: Автобиография» — автобиография бывшего заключённого Натана Гленна Уильямса.
- «На скале. Двадцать пять лет в Алькатрасе: тюремная история Элвина Карписа, рассказанная Роберту Ливеси» — книга Роберта Ливеси в соавторстве с Элвином Карписом, который провёл самое долгое время в качестве заключённого в тюрьме Алькатрас.
- «Враг общества № 1: История Элвина Карписа» — книга Билла Трента в соавторстве с Элвином Карписом.
- «Птицелов из Алькатраса» — биография Роберта Страуда, написанная Томасом Ю. Гэддисом в 1955 году, и по которой в 1962 году был снят одноимённый фильм.
- «Алькатрас #1259» — биография Уильяма Бейкера и его опыт пребывания в заключении в Алькатрасе.

#### Вымышленные
«Аль Капоне гладит мои рубашки» и «Аль Капоне чистит мою обувь» — исторические художественные подростковые романы Дженнифер Чолденко о мальчике и его аутичной сестре, живущих на острове Алькатрас.

#### Другие научно-популярные книги об Алькатрасе
- «Побег из Алькатраса» (1963) — книга Джея Кэмпбелла Брюса.
- «Последний охранник: Захватывающий рассказ последнего охранника, покинувшего Алькатрас» (2008) — книга Джима Олбрайта

### Музыка

#### Группы
- «Alkatraz» — валлийская рок-группа, созданная участниками «Quicksand».
- «Alcatrazz» — бывшая американская хэви-метал группа (1983—1987), известная тем, что положила начало карьере знаменитых гитаристов Стива Вая и Ингви Мальмстина. «Island in the Sun» (1983) — дебютный сингл группы, содержит многочисленные лирические отсылки к острову Алькатрас.
- «Alkatrazz» — бывшая британская хэви-метал группа (1981—1983).

#### Альбомы
- «The Rock: Pressure Makes Diamonds» (2006) — альбом рэпера San Quinn.

#### Песни
- «Alcatraz» (1973) — песня, написанная Леоном Расселом и исполненная рок-группой «Nazareth».
- «Alcatraz» (1993) — песня Андре Никатина.
- «17 Hills» (2011) — песня Томаса Долби, рассказывающая о неоднозначно успешном побеге из Алькатраса.
- «Alcatraz» (2013) — песня инди-рок группы «Carbon Leaf».
- «Alcatraz» — песня Джун Картер Кэш.
- «Alcatraz» — песня перуанской прото-панк группы «Los Saicos», исполняется с точки зрения заключённого Алькатраса.
- «Alcatraz (Pelican Island)» — песня Мальвины Рейнольдс.
- «Birdman of Alcatraz» — композиция клавишника Рика Уэйкмана.
- «Bullet in the Head» — песня рок-группы «Rage Against the Machine».
- «Frank Morris» — песня группы «Capital Lights», исполняющей христианский рок, рассказывающая историю попытки побега с точки зрения заключённых.
- «Over The Wall» — песня трэш-метал группы «Testament», в которой поётся о побеге из Алькатраса.
- «Save Me San Francisco» — песня рок-группы «Train», в которой упоминается Алькатрас.
- В песне из мюзикла «Семейка Аддамс» Гомес и Мортиша Аддамс упоминают, что они совершили недельную поездку в Алькатрас.
- Группа «Los Tigres Del Norte» сняла видеоклип «Jefe de Jefes» в тюрьме Алькатрас.

### Люди
- Al Katrazz (1971 г.р.) — кличка рестлера Брайана Флеминга.